# Az Amerikai Egyesült Államok az 1976. évi nyári olimpiai játékokon
Az Amerikai Egyesült Államok a kanadai Montréalban megrendezett 1976. évi nyári olimpiai játékok egyik részt vevő nemzete volt. Az országot az olimpián 19 sportágban 396 sportoló képviselte, akik összesen 94 érmet szereztek.

## Érmesek
| Érem  | Versenyző | Sportág       | Versenyszám                    |
| ----- | --- | ------------- | ------------------------------ |
| Arany | Edwin Moses | Atlétika      | Férfi 400 m gát                |
| Arany | Harvey Glance Millard Hampton Lam Jones Steve Riddick | Atlétika      | Férfi 4 × 100 m váltó          |
| Arany | Benny Brown Herman Frazier Fred Newhouse Maxie Parks | Atlétika      | Férfi 4 × 400 m váltó          |
| Arany | Arnie Robinson | Atlétika      | Férfi távolugrás               |
| Arany | Mac Wilkins | Atlétika      | Férfi diszkoszvetés            |
| Arany | Bruce Jenner | Atlétika      | Férfi tízpróba                 |
| Arany | John Peterson | Birkózás      | Szabadfogás, 82 kg             |
| Arany | Darrell Pace | Íjászat       | Férfi egyéni                   |
| Arany | Luann Ryon | Íjászat       | Női egyéni                     |
| Arany | Nemzeti válogatott Tate Armstrong Quinn Buckner Kenny Carr Adrian Dantley Walter Davis Phil Ford Ernie Grunfeld Phil Hubbard Mitch Kupchak Tom LaGarde Scott May Steve Sheppard                      | Kosárlabda    | Férfi                          |
| Arany | Edmund Coffin | Lovaglás      | Egyéni lovastusa               |
| Arany | Edmund Coffin Bruce Davidson Michael Plumb Mary Anne Tauskey | Lovaglás      | Csapat lovastusa               |
| Arany | Philip Boggs | Műugrás       | Férfi egyéni műugrás           |
| Arany | Jennifer Chandler | Műugrás       | Női egyéni műugrás             |
| Arany | Leo Randolph | Ökölvívás     | Légsúly                        |
| Arany | Howard Davis | Ökölvívás     | Könnyűsúly                     |
| Arany | Sugar Ray Leonard | Ökölvívás     | Kisváltósúly                   |
| Arany | Michael Spinks | Ökölvívás     | Középsúly                      |
| Arany | Leon Spinks | Ökölvívás     | Félnehézsúly                   |
| Arany | Lanny Bassham | Sportlövészet | Sportpuska összetett           |
| Arany | Donald Haldeman | Sportlövészet | Trap                           |
| Arany | Jim Montgomery | Úszás         | Férfi 100 m gyors              |
| Arany | Bruce Furniss | Úszás         | Férfi 200 m gyors              |
| Arany | Brian Goodell | Úszás         | Férfi 400 m gyors              |
| Arany | Brian Goodell | Úszás         | Férfi 1500 m gyors             |
| Arany | John Naber | Úszás         | Férfi 100 m hát                |
| Arany | John Naber | Úszás         | Férfi 200 m hát                |
| Arany | John Hencken | Úszás         | Férfi 100 m mell               |
| Arany | Matt Vogel | Úszás         | Férfi 100 m pillangó           |
| Arany | Mike Bruner | Úszás         | Férfi 200 m pillangó           |
| Arany | Rod Strachan | Úszás         | Férfi 400 m vegyes             |
| Arany | Mike Bruner Bruce Furniss Jim Montgomery John Naber Douglas Northway Timothy Shaw | Úszás         | Férfi 4 × 200 m gyorsváltó     |
| Arany | Jack Babashoff Joe Bottom John Hencken Jim Montgomery John Naber Peter Rocca Matt Vogel Chris Woo | Úszás         | Férfi 4 × 100 m vegyes váltó   |
| Arany | Shirley Babashoff Wendy Boglioli Jennifer Hooker Kim Peyton Jill Sterkel | Úszás         | Női 4 × 100 m gyorsváltó       |
| Ezüst | Millard Hampton | Atlétika      | Férfi 200 m                    |
| Ezüst | Fred Newhouse | Atlétika      | Férfi 400 m                    |
| Ezüst | Michael Shine | Atlétika      | Férfi 400 m gát                |
| Ezüst | Frank Shorter | Atlétika      | Férfi maraton                  |
| Ezüst | Randy Williams | Atlétika      | Férfi távolugrás               |
| Ezüst | James Butts | Atlétika      | Férfi hármasugrás              |
| Ezüst | Rosalyn Bryant Sheila Ingram Pamela Jiles Debra Sapenter | Atlétika      | Női 4 × 400 m váltó            |
| Ezüst | Kathy McMillan | Atlétika      | Női távolugrás                 |
| Ezüst | Lloyd Keaser | Birkózás      | Szabadfogás, 68 kg             |
| Ezüst | Ben Peterson | Birkózás      | Szabadfogás, 90 kg             |
| Ezüst | Russell Hellickson | Birkózás      | Szabadfogás, 100 kg            |
| Ezüst | Calvin Coffey Michael Staines | Evezés        | Férfi kormányos nélküli kettes |
| Ezüst | Joan Lind | Evezés        | Női egypárevezős               |
| Ezüst | Nemzeti válogatott Cindy Brogdon Nancy Dunkle Lusia Harris Patricia Head Charlotte Lewis Nancy Lieberman Gail Marquis Ann Meyers Mary Anne O’Connor Patricia Roberts Susan Rojcewicz Juliene Simpson | Kosárlabda    | Női                            |
| Ezüst | Michael Plumb | Lovaglás      | Egyéni lovastusa               |
| Ezüst | Greg Louganis | Műugrás       | Férfi egyéni toronyugrás       |
| Ezüst | Charles Mooney | Ökölvívás     | Harmatsúly                     |
| Ezüst | Margaret Murdock | Sportlövészet | Sportpuska összetett           |
| Ezüst | Lee James | Súlyemelés    | 90 kg                          |
| Ezüst | Jack Babashoff | Úszás         | Férfi 100 m gyors              |
| Ezüst | John Naber | Úszás         | Férfi 200 m gyors              |
| Ezüst | Timothy Shaw | Úszás         | Férfi 400 m gyors              |
| Ezüst | Robert Hackett | Úszás         | Férfi 1500 m gyors             |
| Ezüst | Peter Rocca | Úszás         | Férfi 100 m hát                |
| Ezüst | Peter Rocca | Úszás         | Férfi 200 m hát                |
| Ezüst | John Hencken | Úszás         | Férfi 200 m mell               |
| Ezüst | Joe Bottom | Úszás         | Férfi 100 m pillangó           |
| Ezüst | Steve Gregg | Úszás         | Férfi 200 m pillangó           |
| Ezüst | Tim McKee | Úszás         | Férfi 400 m vegyes             |
| Ezüst | Shirley Babashoff | Úszás         | Női 200 m gyors                |
| Ezüst | Shirley Babashoff | Úszás         | Női 400 m gyors                |
| Ezüst | Shirley Babashoff | Úszás         | Női 800 m gyors                |
| Ezüst | Shirley Babashoff Wendy Boglioli LeLei Fonoimoana Linda Jezek Lauri Siering Camille Wright | Úszás         | Női 4 × 100 m vegyes váltó     |
| Ezüst | David McFaull Michael Rothwell | Vitorlázás    | Tornádó                        |
| Ezüst | Walter Glasgow Richard Hoepfner John Kolius | Vitorlázás    | Soling                         |
| Bronz | Dwayne Evans | Atlétika      | Férfi 200 m                    |
| Bronz | Herman Frazier | Atlétika      | Férfi 400 m                    |
| Bronz | Richard Wohlhuter | Atlétika      | Férfi 800 m                    |
| Bronz | Willie Davenport | Atlétika      | Férfi 110 m gát                |
| Bronz | Dwight Stones | Atlétika      | Férfi magasugrás               |
| Bronz | David Roberts | Atlétika      | Férfi rúdugrás                 |
| Bronz | John Powell | Atlétika      | Férfi diszkoszvetés            |
| Bronz | Kate Schmidt | Atlétika      | Női gerelyhajítás              |
| Bronz | Gene Davis | Birkózás      | Szabadfogás, 62 kg             |
| Bronz | Stanley Dziedzic | Birkózás      | Szabadfogás, 74 kg             |
| Bronz | Allen Coage | Cselgáncs     | Férfi nehézsúly                |
| Bronz | Caroll Brown Anita Defrantz Carie Graves Marion Greig Peggy McCarthy Gail Ricketson Lynn Silliman Jacqueline Zoch Anne Warner                                                                        | Evezés        | Női nyolcas                    |
| Bronz | Hilda Gurney Edith Master Dorothy Morkis | Lovaglás      | Csapat díjlovaglás             |
| Bronz | Cynthia Potter-McIngvale | Műugrás       | Női egyéni műugrás             |
| Bronz | Deborah Wilson | Műugrás       | Női egyéni toronyugrás         |
| Bronz | John Tate | Ökölvívás     | Nehézsúly                      |
| Bronz | Peter Kormann | Torna         | Férfi talaj                    |
| Bronz | Jim Montgomery | Úszás         | Férfi 200 m gyors              |
| Bronz | Daniel Harrigan | Úszás         | Férfi 200 m hát                |
| Bronz | Richard Colella | Úszás         | Férfi 200 m mell               |
| Bronz | Gary Hall | Úszás         | Férfi 100 m pillangó           |
| Bronz | William Forrester | Úszás         | Férfi 200 m pillangó           |
| Bronz | Wendy Weinberg | Úszás         | Női 800 m gyors                |
| Bronz | Wendy Boglioli | Úszás         | Női 100 m pillangó             |
| Bronz | Dennis Conner Conn Findlay | Vitorlázás    | Tempest                        |

## Atlétika
Férfi
| Versenyző                                             | Versenyszám     | Előfutam | Előfutam | Előfutam | Negyeddöntő | Negyeddöntő | Negyeddöntő | Elődöntő | Elődöntő | Elődöntő | Döntő    | Döntő    |
| Versenyző                                             | Versenyszám     | Idő      | Hely.    | Össz.    | Idő         | Hely.       | Össz.       | Idő      | Hely.    | Össz.    | Idő      | Helyezés |
| ----------------------------------------------------- | --------------- | -------- | -------- | -------- | ----------- | ----------- | ----------- | -------- | -------- | -------- | -------- | -------- |
| Harvey Glance                                         | 100 m           | 10,37    | 1.       | 1.*      | 10,23       | 1.          | 1.          | 10,24    | 1.       | 2.       | 10,19    | 4.       |
| Lam Jones                                             | 100 m           | 10,43    | 1.       | 6.*      | 10,46       | 2.          | 10.*        | 10,30    | 3.       | 4.***    | 10,27    | 6.       |
| Steve Riddick                                         | 100 m           | 10,43    | 1.       | 6.*      | 10,36       | 2.          | 7.          | 10,33    | 5.       | 8.       | kiesett  | kiesett  |
| Dwayne Evans                                          | 200 m           | 20,96    | 1.       | 4.       | 20,56       | 1.          | 2.          | 20,83    | 2.       | 4.       | 20,43    |          |
| Millard Hampton                                       | 200 m           | 21,11    | 1.       | 7.       | 20,83       | 2.          | 6.          | 20,69    | 2.       | 3.       | 20,29    |          |
| Mark Lutz                                             | 200 m           | 21,50    | 5.       | 18.**    | kiesett     | kiesett     | kiesett     | kiesett  | kiesett  | kiesett  | kiesett  | kiesett  |
| Herman Frazier                                        | 400 m           | 46,09    | 1.       | 2.       | 46,52       | 1.          | 16.         | 45,24    | 3.       | 4.       | 44,95    |          |
| Fred Newhouse                                         | 400 m           | 45,42    | 1.       | 1.       | 45,97       | 1.          | 5.          | 44,89    | 1.       | 1.       | 44,40    |          |
| Maxie Parks                                           | 400 m           | 46,12    | 1.       | 4.       | 45,99       | 3.          | 6.          | 45,61    | 3.       | 7.       | 45,24    | 5.       |
| Mark Enyeart                                          | 800 m           | 1:47,96  | 3.       | 16.      |             |             |             | kiesett  | kiesett  | kiesett  | kiesett  | kiesett  |
| James Robinson                                        | 800 m           | 1:47,56  | 2.       | 11.      |             |             |             | 1:46,43  | 5.       | 5.       | kiesett  | kiesett  |
| Richard Wohlhuter                                     | 800 m           | 1:45,71  | 1.       | 1.       |             |             |             | 1:46,72  | 1.       | 6.       | 1:44,12  |          |
| Richard Wohlhuter                                     | 1500 m          | 3:39,94  | 3.       | 16.      |             |             |             | 3:38,71  | 2.       | 2.       | 3:40,64  | 6.       |
| Matt Centrowitz                                       | 1500 m          | 3:45,02  | 6.       | 31.      |             |             |             | kiesett  | kiesett  | kiesett  | kiesett  | kiesett  |
| Mike Durkin                                           | 1500 m          | 3:38,89  | 5.       | 10.      |             |             |             | kiesett  | kiesett  | kiesett  | kiesett  | kiesett  |
| Dick Buerkle                                          | 5000 m          | 13:29,01 | 9.       | 9.       |             |             |             |          |          |          | kiesett  | kiesett  |
| Paul Geis                                             | 5000 m          | 13:32,36 | 2.       | 11.      |             |             |             |          |          |          | 13:42,51 | 12.      |
| Duncan MacDonald                                      | 5000 m          | 13:47,14 | 7.       | 30.      |             |             |             |          |          |          | kiesett  | kiesett  |
| Garry Bjorklund                                       | 10 000 m        | 28:12,24 | 2.       | 5.       |             |             |             |          |          |          | 28:38,08 | 13.      |
| Ed Mendoza                                            | 10 000 m        | 29:02,97 | 10.      | 28.      |             |             |             |          |          |          | kiesett  | kiesett  |
| Craig Virgin                                          | 10 000 m        | 28:30,22 | 6.       | 20.      |             |             |             |          |          |          | kiesett  | kiesett  |
| Willie Davenport                                      | 110 m gát       | 13,70    | 1.       | 3.       |             |             |             | 13,55    | 3.       | 5.       | 13,38    |          |
| Charles W. Foster                                     | 110 m gát       | 13,68    | 1.       | 1.       |             |             |             | 13,45    | 1.       | 2.       | 13,41    | 4.       |
| James Owens                                           | 110 m gát       | 14,03    | 5.       | 12.      |             |             |             | 13,76    | 4.       | 9.       | 13,73    | 6.       |
| Edwin Moses                                           | 400 m gát       | 49,95    | 1.       | 1.       |             |             |             | 48,29    | 1.       | 1.       | 47,63    |          |
| Michael Shine                                         | 400 m gát       | 50,91    | 1.       | 9.       |             |             |             | 49,90    | 1.       | 4.       | 48,69    |          |
| Quentin Wheeler                                       | 400 m gát       | 50,32    | 1.       | 2.       |             |             |             | 50,22    | 4.       | 9.       | 49,86    | 4.       |
| Doug Brown                                            | 3000 m akadály  | 8:33,25  | 8.       | 14.      |             |             |             |          |          |          | kiesett  | kiesett  |
| Henry Marsh                                           | 3000 m akadály  | 8:31,46  | 6.       | 12.      |             |             |             |          |          |          | 8:23,99  | 10.      |
| Mike Roche                                            | 3000 m akadály  | 8:37,36  | 10.      | 18.      |             |             |             |          |          |          | kiesett  | kiesett  |
| Don Kardong                                           | Maraton         |          |          |          |             |             |             |          |          |          | 2:11:15  | 5.       |
| Bill Rodgers                                          | Maraton         |          |          |          |             |             |             |          |          |          | 2:25:14  | 40.      |
| Frank Shorter                                         | Maraton         |          |          |          |             |             |             |          |          |          | 2:10:45  |          |
| Ron Laird                                             | 20 km gyaloglás |          |          |          |             |             |             |          |          |          | 1:33:27  | 20.      |
| Todd Scully                                           | 20 km gyaloglás |          |          |          |             |             |             |          |          |          | 1:36:37  | 29.      |
| Larry Walker                                          | 20 km gyaloglás |          |          |          |             |             |             |          |          |          | 1:34:19  | 22.      |
| Harvey Glance Lam Jones Millard Hampton Steve Riddick | 4 × 100 m váltó | 38,76    | 1.       | 1.       |             |             |             | 38,51    | 1.       | 1.       | 38,33    |          |
| Herman Frazier Benny Brown Fred Newhouse Maxie Parks  | 4 × 400 m váltó | 2:59,52  | 1.       | 1.       |             |             |             |          |          |          | 2:58,65  |          |

| Versenyző       | Versenyszám   | Selejtező | Selejtező | Döntő        | Döntő        |
| Versenyző       | Versenyszám   | Eredmény  | Helyezés  | Eredmény     | Helyezés     |
| --------------- | ------------- | --------- | --------- | ------------ | ------------ |
| James Barrineau | Magasugrás    | 216 cm    | 1.*       | 214 cm       | 11.          |
| Bill Jankunis   | Magasugrás    | 216 cm    | 3.*       | 210 cm       | 13.          |
| Dwight Stones   | Magasugrás    | 216 cm    | 10.       | 221 cm       |              |
| Earl Bell       | Rúdugrás      | 510 cm    | 1.****    | 545 cm       | 6.           |
| David Roberts   | Rúdugrás      | 510 cm    | 1.****    | 550 cm       |              |
| Terry Porter    | Rúdugrás      | 510 cm    | 1.****    | 520 cm       | 13.*         |
| Larry Myricks   | Távolugrás    | 792 cm    | 3.        | visszalépett | visszalépett |
| Arnie Robinson  | Távolugrás    | 795 cm    | 2.        | 835 cm       |              |
| Randy Williams  | Távolugrás    | 797 cm    | 1.        | 811 cm       |              |
| James Butts     | Hármasugrás   | 16,55 m   | 5.        | 17,18 m      |              |
| Rayfield Dupree | Hármasugrás   | 16,50 m   | 8.        | 16,23 m      | 12.          |
| Tommy Haynes    | Hármasugrás   | 16,62 m   | 4.        | 16,78 m      | 5.           |
| Al Feuerbach    | Súlylökés     | 19,87 m   | 6.        | 20,55 m      | 4.           |
| Pete Shmock     | Súlylökés     | 19,48 m   | 10.       | 19,89 m      | 9.           |
| George Woods    | Súlylökés     | 19,35 m   | 12.       | 20,26 m      | 7.           |
| John Powell     | Diszkoszvetés | 61,48 m   | 9.        | 65,70 m      |              |
| Jay Silvester   | Diszkoszvetés | 62,06 m   | 6.        | 61,98 m      | 8.           |
| Mac Wilkins     | Diszkoszvetés | 68,28 m   | 1.        | 67,50 m      |              |
| Larry Hart      | Kalapácsvetés | 67,74 m   | 15.       | kiesett      | kiesett      |
| Sam Colson      | Gerelyhajítás | 86,64 m   | 4.        | 86,16 m      | 5.           |
| Richard George  | Gerelyhajítás | 78,32 m   | 18.       | kiesett      | kiesett      |
| Anthony Hall    | Gerelyhajítás | 79,56 m   | 15.       | 71,70 m      | 15.          |

| Versenyző    | Versenyszám | 100 m | 100 m | Távolugrás | Távolugrás | Súlylökés | Súlylökés | Magasugrás | Magasugrás | 400 m | 400 m | 110 m gát | 110 m gát | Diszkoszvetés | Diszkoszvetés | Rúdugrás                 | Rúdugrás                 | Gerelyhajítás | Gerelyhajítás | 1500 m  | 1500 m | Végeredmény | Végeredmény |
| Versenyző    | Versenyszám | Idő   | Pont  | Eredmény   | Pont       | Eredmény  | Pont      | Eredmény   | Pont       | Idő   | Pont  | Idő       | Pont      | Eredmény      | Pont          | Eredmény                 | Pont                     | Eredmény      | Pont          | Idő     | Pont   | Pont        | Helyezés    |
| ------------ | ----------- | ----- | ----- | ---------- | ---------- | --------- | --------- | ---------- | ---------- | ----- | ----- | --------- | --------- | ------------- | ------------- | ------------------------ | ------------------------ | ------------- | ------------- | ------- | ------ | ----------- | ----------- |
| Fred Dixon   | Tízpróba    | 10,94 | 874   | 691 cm     | 792        | 14,44 m   | 755       | 203 cm     | 831        | 48,38 | 891   | 18,11     | 514       | 45,82 m       | 784           | érvényes kísérlet nélkül | érvényes kísérlet nélkül | 55,96 m       | 677           | 4:38,49 | 690    | 6808        | 23.         |
| Bruce Jenner | Tízpróba    | 10,94 | 874   | 722 cm     | 866        | 15,35 m   | 811       | 203 cm     | 831        | 47,51 | 933   | 14,84     | 869       | 50,04 m       | 871           | 480 cm                   | 849                      | 68,52 m       | 867           | 4:12,61 | 863    | 8634        |             |
| Fred Samara  | Tízpróba    | 10,85 | 894   | 708 cm     | 833        | 13,00 m   | 667       | 184 cm     | 661        | 50,07 | 811   | 14,87     | 865       | 40,54 m       | 676           | 430 cm                   | 702                      | 53,60 m       | 642           | 4:40,21 | 679    | 7430        | 15.         |

Női
| Versenyző                                                                      | Versenyszám     | Előfutam | Előfutam | Előfutam | Negyeddöntő | Negyeddöntő | Negyeddöntő | Elődöntő | Elődöntő | Elődöntő | Döntő   | Döntő    |
| Versenyző                                                                      | Versenyszám     | Idő      | Hely.    | Össz.    | Idő         | Hely.       | Össz.       | Idő      | Hely.    | Össz.    | Idő     | Helyezés |
| ------------------------------------------------------------------------------ | --------------- | -------- | -------- | -------- | ----------- | ----------- | ----------- | -------- | -------- | -------- | ------- | -------- |
| Evelyn Ashford                                                                 | 100 m           | 11,25    | 3.       | 3.       | 11,28       | 1.          | 5.          | 11,21    | 2.       | 4.       | 11,24   | 5.       |
| Brenda Morehead                                                                | 100 m           | 11,35    | 1.       | 7.*      | 11,30       | 2.          | 7.          | 11,38    | 6.       | 11.      | kiesett | kiesett  |
| Chandra Cheeseborough                                                          | 100 m           | 11,28    | 1.       | 5.       | 11,36       | 2.          | 9.          | 11,26    | 3.       | 6.       | 11,31   | 6.       |
| Chandra Cheeseborough                                                          | 200 m           | 23,17    | 1.       | 4.       | 23,19       | 2.          | 8.          | 23,20    | 6.       | 12.      | kiesett | kiesett  |
| Debra Edwards-Armstrong                                                        | 200 m           | 23,18    | 1.       | 5.       | 23,20       | 1.*         | 9.*         | 23,16    | 6.       | 11.      | kiesett | kiesett  |
| Rosalyn Bryant                                                                 | 400 m           | 52,01    | 1.       | 3.       | 51,74       | 2.          | 11.         | 50,62    | 1.       | 3.       | 50,65   | 5.       |
| Sheila Ingram                                                                  | 400 m           | 51,83    | 1.       | 1.       | 51,31       | 1.          | 2.          | 50,90    | 3.       | 5.       | 50,90   | 6.       |
| Debra Sapenter                                                                 | 400 m           | 52,33    | 1.       | 5.       | 51,23       | 1.          | 1.          | 51,34    | 4.       | 8.       | 51,66   | 8.       |
| Wendy Koenig-Knudson                                                           | 800 m           | 1:59,91  | 3.       | 3.       |             |             |             | 2:02,31  | 7.       | 14.      | kiesett | kiesett  |
| Madeline Manning-Jackson                                                       | 800 m           | 2:00,62  | 3.       | 9.       |             |             |             | 2:07,25  | 8.       | 16.      | kiesett | kiesett  |
| Kathy Weston                                                                   | 800 m           | 2:03,31  | 5.       | 19.      |             |             |             | kiesett  | kiesett  | kiesett  | kiesett | kiesett  |
| Francie Larrieu-Smith                                                          | 1500 m          | 4:07,21  | 6.       | 6.       |             |             |             | 4:09,07  | 9.       | 17.      | kiesett | kiesett  |
| Jan Merrill                                                                    | 1500 m          | 4:10,92  | 3.       | 16.      |             |             |             | 4:02,61  | 5.       | 5.       | 4:08,54 | 8.       |
| Cynthia Poor                                                                   | 1500 m          | 4:08,89  | 6.       | 12.      |             |             |             | kiesett  | kiesett  | kiesett  | kiesett | kiesett  |
| Rhonda Brady                                                                   | 100 m gát       | 13,84    | 5.       | 19.      |             |             |             | kiesett  | kiesett  | kiesett  | kiesett | kiesett  |
| Patrice Donnelly                                                               | 100 m gát       | 13,71    | 5.       | 18.      |             |             |             | kiesett  | kiesett  | kiesett  | kiesett | kiesett  |
| Deby LaPlante                                                                  | 100 m gát       | 13,51    | 4.       | 12.      |             |             |             | 13,36    | 6.       | 8.       | kiesett | kiesett  |
| Martha Rae Watson Evelyn Ashford Debra Edwards-Armstrong Chandra Cheeseborough | 4 × 100 m váltó | 43,46    | 2.       | 5.       |             |             |             |          |          |          | 43,35   | 7.       |
| Debra Sapenter Sheila Ingram Pamela Jiles Rosalyn Bryant                       | 4 × 400 m váltó | 3:25,15  | 2.       | 3.       |             |             |             |          |          |          | 3:22,81 |          |

| Versenyző         | Versenyszám   | Selejtező | Selejtező | Döntő    | Döntő    |
| Versenyző         | Versenyszám   | Eredmény  | Helyezés  | Eredmény | Helyezés |
| ----------------- | ------------- | --------- | --------- | -------- | -------- |
| Paula Girven      | Magasugrás    | 180 cm    | 21.       | 184 cm   | 18.      |
| Joni Huntley      | Magasugrás    | 180 cm    | 2.*       | 189 cm   | 5.       |
| Pam Spencer       | Magasugrás    | 170 cm    | 27.***    | kiesett  | kiesett  |
| Kathy McMillan    | Távolugrás    | 625 cm    | 10.       | 666 cm   |          |
| Martha Rae Watson | Távolugrás    | 593 cm    | 25.       | kiesett  | kiesett  |
| Sherron Walker    | Távolugrás    | 620 cm    | 14.       | kiesett  | kiesett  |
| Maren Seidler     | Súlylökés     |           |           | 15,60 m  | 12.      |
| Lynne Winbigler   | Diszkoszvetés | 48,22 m   | 14.       | kiesett  | kiesett  |
| Sherry Calvert    | Gerelyhajítás | 53,08 m   | 13.       | kiesett  | kiesett  |
| Kate Schmidt      | Gerelyhajítás | 61,50 m   | 3.        | 63,96 m  |          |
| Karin Smith       | Gerelyhajítás | 59,36 m   | 6.        | 57,50 m  | 8.       |

| Versenyző       | Versenyszám | 100 m gát | 100 m gát | Súlylökés | Súlylökés | Magasugrás | Magasugrás | Távolugrás | Távolugrás | 200 m | 200 m | Végeredmény | Végeredmény |
| Versenyző       | Versenyszám | Idő       | Pont      | Eredmény  | Pont      | Eredmény   | Pont       | Eredmény   | Pont       | Idő   | Pont  | Pont        | Helyezés    |
| --------------- | ----------- | --------- | --------- | --------- | --------- | ---------- | ---------- | ---------- | ---------- | ----- | ----- | ----------- | ----------- |
| Gale Fitzgerald | Ötpróba     | 14,16     | 956       | 12,51 m   | 695       | 168 cm     | 830        | 589 cm     | 816        | 24,73 | 912   | 4209        | 13.         |
| Jane Frederick  | Ötpróba     | 13,54     | 1044      | 14,55 m   | 831       | 176 cm     | 928        | 599 cm     | 846        | 24,70 | 915   | 4564        | 7.          |
| Marilyn King    | Ötpróba     | 14,45     | 916       | 12,27 m   | 679       | 174 cm     | 903        | 562 cm     | 735        | 25,27 | 862   | 4095        | 17.         |

* - egy másik versenyzővel azonos eredményt/időt ért el

** - két másik versenyzővel azonos időt ért el

*** - három másik versenyzővel azonos eredményt/időt ért el

**** - tíz másik versenyzővel azonos eredményt ért el

## Birkózás
Kötöttfogású
| Versenyző       | Versenyszám | 1. forduló                          | 2. forduló                             | 3. forduló                            | 4. forduló                          | 5. forduló        | 6. forduló        | 7. forduló        | Döntő             | Helyezés    |
| Versenyző       | Versenyszám | Ellenfél Eredmény                   | Ellenfél Eredmény                      | Ellenfél Eredmény                     | Ellenfél Eredmény                   | Ellenfél Eredmény | Ellenfél Eredmény | Ellenfél Eredmény | Ellenfél Eredmény | Helyezés    |
| --------------- | ----------- | ----------------------------------- | -------------------------------------- | ------------------------------------- | ----------------------------------- | ----------------- | ----------------- | ----------------- | ----------------- | ----------- |
| Michael Farina  | 48 kg       | Salih Bora (TUR) · 4-19             | Seres Ferenc (HUN) · kétvállas         | Alekszej Sumakov (URS) · kizárták     | kiesett                             | kiesett           |                   |                   | kiesett           | 8.          |
| Bruce Thompson  | 52 kg       | Rolf Krauß (FRG) · 7-15             | Harálambosz Holídisz (GRE) · kétvállas | Rácz Lajos (HUN) · 6-8                | kiesett                             | kiesett           |                   |                   | kiesett           | helyezetlen |
| Joseph Sade     | 57 kg       | Josef Krysta (TCH) · kétvállas      | Nyamyn Jargalsaikhan (MGL) · 22-11     | Luís Grilo (POR) · 30-1               | Szuga Josima (JPN) · kétvállas      | kiesett           |                   |                   | kiesett           | helyezetlen |
| Gary Alexander  | 62 kg       | Pekka Hjelt (FIN) · kétvállas       | Réczi László (HUN) · kizárták          | kiesett                               | kiesett                             | kiesett           | kiesett           | kiesett           | kiesett           | helyezetlen |
| Patrick Marcy   | 68 kg       | Mohamed Bahamou (MAR) · kétvállas   | Gian Matteo Ranzi (ITA) · 4-10         | Heinz-Helmut Wehling (GDR) · kizárták | kiesett                             | kiesett           | kiesett           |                   | kiesett           | helyezetlen |
| John Matthews   | 74 kg       | Idalberto Barban (CUB) · 10-13      | Mikko Huhtala (FIN) · kizárták         | kiesett                               | kiesett                             | kiesett           |                   |                   | kiesett           | helyezetlen |
| Daniel Chandler | 82 kg       | Hegedűs Csaba (HUN) · 9-8           | Momir Petković (YUG) · 5-14            | Takanisi Kazuhiro (JPN) · kétvállas   | kiesett                             | kiesett           | kiesett           |                   | kiesett           | helyezetlen |
| James Johnson   | 90 kg       | Ambroise Sarr (SEN) · kétvállas     | Sztojan Nikolov (BUL) · kétvállas      | Darko Nišavić (YUG) · kizárták        | kiesett                             | kiesett           |                   |                   | kiesett           | 7.          |
| Brad Rheingans  | 100 kg      | Tore Hem (NOR) · 4-3                | Bahram Moshtaghi (IRI) · kétvállas     | Andrzej Skrzydlewski (POL) · 9-7      | Nyikolaj Balbosin (URS) · kétvállas |                   |                   |                   | kiesett           | 4.          |
| William Lee     | +100 kg     | Alekszandar Tomov (BUL) · kétvállas | Macunaga Szeidzsi (JPN) · kizárták     | Henryk Tomanek (POL) · kizárták       | Roman Codreanu (ROU) · kétvállas    |                   |                   |                   | kiesett           | 5.          |

Szabadfogású
| Versenyző          | Versenyszám | 1. forduló                          | 2. forduló                            | 3. forduló                           | 4. forduló                             | 5. forduló                     | 6. forduló                                      | Döntő | Helyezés    |
| Versenyző          | Versenyszám | Ellenfél Eredmény                   | Ellenfél Eredmény                     | Ellenfél Eredmény                    | Ellenfél Eredmény                      | Ellenfél Eredmény              | Ellenfél Eredmény                               | Ellenfél Eredmény                                                                                              | Helyezés    |
| ------------------ | ----------- | ----------------------------------- | ------------------------------------- | ------------------------------------ | -------------------------------------- | ------------------------------ | ----------------------------------------------- | --- | ----------- |
| William Rosado     | 48 kg       | Roman Dmitrijev (URS) · kétvállas   | Gombyn Khishigbaatar (MGL) · 11-13    | kiesett                              | kiesett                                | kiesett                        |                                                 | kiesett | helyezetlen |
| James Haines       | 52 kg       | Constantin Măndilă (ROU) · 13-3     | Eloy Abreu (CUB) · 12-13              | Alekszandr Ivanov (URS) · 10-18      | kiesett                                | kiesett                        |                                                 | kiesett | helyezetlen |
| Joe Corso          | 57 kg       | Ditta Allah (PAK) · 20-8            | Zbigniew Żedzicki (POL) · kétvállas   | Arai Maszao (JPN) · kétvállas        | kiesett                                | kiesett                        | kiesett                                         | kiesett | helyezetlen |
| Gene Davis         | 62 kg       | Zeveg Ojdov (MGL) · 15-8            | Théodule Toulotte (FRA) · kétvállas   | Eduard Giray (FRG) · kétvállas       | Sergey Timofeyev (URS) · 29-13         | Mohsen Farahvash (IRI) · 12-18 | Jang Dzsongmo (Yang Jeong-Mo) (KOR) · kétvállas | Hozott eredmény · Zeveg Ojdov (MGL) · 15-8 · Hozott eredmény · Jang Dzsongmo (Yang Jeong-Mo) (KOR) · kétvállas |             |
| Lloyd Keaser       | 68 kg       | Kari Övermark (FIN) · 20-4          | Mohamed Reza Navaie (IRI) · kétvállas | Szugavara Jaszaburó (JPN) · kizárták | Gerhard Weisenberger (FRG) · kétvállas | José Ramos (CUB) · kizárták    | Doncso Zsekov (BUL) · 9-5                       | 1. mérkőzés · Pavel Pinyigin (URS) · 1-12 · Hozott eredmény · Szugavara Jaszaburó (JPN) · kizárták             |             |
| Stanley Dziedzic   | 74 kg       | Zevegiin Düvchin (MGL) · kizárták   | Dennis Herrick (PUR) · kétvállas      | Jan Karlsson (SWE) · 11-5            | Dan Karabin (TCH) · visszalépett       | Ruszlan Asuralijev (URS) · 9-6 |                                                 | 1. mérkőzés · Manszur Barzegar (IRI) · 8-11 · 2. mérkőzés · Date Dzsiicsiró (JPN) · 5-10                       |             |
| John Peterson      | 82 kg       | Anthony Shacklady (GBR) · kétvállas | André Bouchoule (FRA) · kizárták      | Adolf Seger (FRG) · 14-4             | Kovács István (HUN) · 10-3             | Viktor Novozsilov (URS) · 20-4 | Mehmet Uzun (TUR) · 13-5                        | Hozott eredmény · Adolf Seger (FRG) · 14-4 · Hozott eredmény · Viktor Novozsilov (URS) · 20-4                  |             |
| Ben Peterson       | 90 kg       | Stelian Morcov (ROU) · 7-4          | Sukri Ljutviev (BUL) · 14-13          | Jacu Josiaki (JPN) · 19-2            | Bárbaro Morgan (CUB) · kétvállas       | Paweł Kurczewski (POL) · 13-4  | Horst Stottmeister (GDR) · 13-8                 | 1. mérkőzés · Levan Tediasvili (URS) · 5-11 · Hozott eredmény · Stelian Morcov (ROU) · 7-4                     |             |
| Russell Hellickson | 100 kg      | Keith Peache (GBR) · kétvállas      | Simizu Kazuo (JPN) · kizárták         | Reza Sokhtesaraie (IRI) · kétvállas  | Khorloogiin Bayanmönkh (MGL) · 14-5    | Ivan Jarigin (URS) · 13-19     |                                                 | 1. mérkőzés · Dimo Kosztov (BUL) · 12-6 · Hozott eredmény · Ivan Jarigin (URS) · 13-19                         |             |
| Jimmy Jackson      | +100 kg     | Harry Geris (CAN) · kétvállas       | Szoszlan Angyijev (URS) · kétvállas   | Balla József (HUN) · 9-10            | kiesett                                | kiesett                        | kiesett                                         | kiesett | helyezetlen |

## Cselgáncs
| Versenyző          | Versenyszám  | Csoport | Selejtező         | 32-es főtábla                      | Nyolcaddöntő                 | Negyeddöntő             | Elődöntő                     | Vigaszág negyeddöntő | Vigaszág elődöntő | Bronz- mérkőzés           | Döntő             | Helyezés |
| Versenyző          | Versenyszám  | Csoport | Ellenfél Eredmény | Ellenfél Eredmény                  | Ellenfél Eredmény            | Ellenfél Eredmény       | Ellenfél Eredmény            | Ellenfél Eredmény    | Ellenfél Eredmény | Ellenfél Eredmény         | Ellenfél Eredmény | Helyezés |
| ------------------ | ------------ | ------- | ----------------- | ---------------------------------- | ---------------------------- | ----------------------- | ---------------------------- | -------------------- | ----------------- | ------------------------- | ----------------- | -------- |
| Joseph Bost        | Könnyűsúly   | A       |                   | Connie Alexander (GBR) · V         | kiesett                      | kiesett                 | kiesett                      |                      |                   |                           |                   | 18.      |
| Patrick Burris     | Váltósúly    | A       |                   | Carlos Miranda (PUR) · GY          | Patrick Vial (FRA) · V       | kiesett                 | kiesett                      |                      |                   |                           |                   | 13.      |
| Teimoc Jonston-Ono | Középsúly    | B       |                   | Abinem Dara (MLI) · nem vett részt | Jurek Jatowitt (AUT) · V     | kiesett                 | kiesett                      |                      |                   |                           |                   | 13.      |
| Tommy Martin       | Félnehézsúly | B       | erőnyerő          | Gísli Þorsteinsson (ISL) · GY      | Jörg Röthlisberger (SUI) · V | kiesett                 | kiesett                      |                      |                   |                           |                   | 12.      |
| Allen Coage        | Nehézsúly    | B       |                   | erőnyerő                           | Jaime Felipa (AHO) · GY      | Klaus Wallas (AUT) · GY | Günther Neureuther (FRG) · V |                      |                   | Güsemiin Jalaa (MGL) · GY |                   |          |
| James Wooley       | Nyílt        | A       |                   | Hans-Jakob Schädler (LIE) · GY     | Vladimír Novák (TCH) · V     | kiesett                 | kiesett                      |                      |                   |                           |                   | 11.      |

## Evezés
Férfi
| Versenyző | Versenyszám              | Előfutam | Előfutam | Vigaszág | Vigaszág | Elődöntő | Elődöntő | Döntő | Döntő   | Döntő | Helyezés |
| Versenyző | Versenyszám              | Idő      | Hely.    | Idő      | Hely.    | Idő      | Hely.    | Típus | Idő     | Hely. | Helyezés |
| --- | ------------------------ | -------- | -------- | -------- | -------- | -------- | -------- | ----- | ------- | ----- | -------- |
| James Dietz | Egypárevezős             | 7:24,98  | 5.       | 7:13,46  | 3.       | 7:09,13  | 5.       | B     | 7:58,70 | 1.    | 7.       |
| William Belden Lawrence Klecatsky | Kétpárevezős             | 6:46,33  | 4.       | 6:34,81  | 1.       | 6:33,88  | 4.       | B     | 7:16,59 | 2.    | 8.       |
| Calvin Coffey Michael Staines | Kormányos nélküli kettes | 6:52,36  | 2.       | erőnyerő | erőnyerő | 6:33,25  | 1.       | A     | 7:26,73 | 2.    |          |
| John Matthews Darrell Vreugdenhil Kenneth Dreyfuss (kormányos)                                                                               | Kormányos kettes         | 7:49,00  | 5.       | 7:25,58  | 2.       | 7:24,78  | 6.       | B     | 8:15,65 | 5.    | 11.      |
| Peter Cortes Kenneth Foote Neil Halleen John Van Blom                                                                                        | Négypárevezős            | 5:55,05  | 3.       | 5:55,23  | 2.       |          |          | A     | 6:34,33 | 6.    | 6.       |
| Tony Brooks James Moroney Gary Piantedosi Hugh Stevenson                                                                                     | Kormányos nélküli négyes | 6:15,07  | 1.       | erőnyerő | erőnyerő | 6:03,79  | 4.       | B     | 6:43,06 | 2.    | 8.       |
| Robert Zagunis Patrick Hayes Michael Plumb Fred Borchelt John Hartigan (kormányos)                                                           | Kormányos négyes         | 6:36,52  | 3.       | erőnyerő | erőnyerő | 6:14,87  | 4.       | B     | 6:54,92 | 5.    | 11.      |
| Richard Cashin Steve Christiansen John Everett David Fellows Michael Hess Walter Lubsen Mark Norelius Alan Shealy David Weinberg (kormányos) | Nyolcas                  | 5:42,05  | 3.       | 5:48,60  | 3.       |          |          | B     | 6:11,07 | 3.    | 9.       |

Női
| Versenyző | Versenyszám              | Előfutam | Előfutam | Vigaszág | Vigaszág | Döntő | Döntő   | Döntő | Helyezés |
| Versenyző | Versenyszám              | Idő      | Hely.    | Idő      | Hely.    | Típus | Idő     | Hely. | Helyezés |
| --- | ------------------------ | -------- | -------- | -------- | -------- | ----- | ------- | ----- | -------- |
| Joan Lind | Egypárevezős             | 3:40,67  | 2.       | 4:03,87  | 1.       | A     | 4:06,21 | 2.    |          |
| Jan Palchikoff Diane Braceland | Kétpárevezős             | 3:33,15  | 5.       | 3:45,19  | 2.       | A     | 3:58,25 | 5.    | 5.       |
| Susan Morgan Laura Staines | Kormányos nélküli kettes | 3:46,76  | 4.       | 3:58,41  | 3.       | B     | 4:02,91 | 1.    | 7.       |
| Pamela Behrens Catherine Menges Nancy Storrs Julia Geer Mary Kellogg (kormányos)                                                          | Kormányos négyes         | 3:32,77  | 3.       | 3:43,27  | 4.       | A     | 3:56,50 | 6.    | 6.       |
| Karen McCloskey Lisa Hansen Elizabeth Hills Claudia Schneider Irene Moreno (kormányos)                                                    | Kormányos négypárevezős  | 3:18,02  | 4.       | 3:27,82  | 3.       | B     | 3:46,06 | 1.    | 7.       |
| Jacqueline Zoch Anita Defrantz Carie Graves Marion Greig Anne Warner Peggy McCarthy Caroll Brown Gail Ricketson Lynn Silliman (kormányos) | Nyolcas                  | 3:05,52  | 2.       | 3:13,26  | 1.       | A     | 3:38,68 | 3.    |          |

## Íjászat
| Versenyző        | Versenyszám  | 1. forduló | 1. forduló | 2. forduló | 2. forduló | Összesítés | Összesítés |
| Versenyző        | Versenyszám  | Pont       | Hely.      | Pont       | Hely.      | Pont       | Helyezés   |
| ---------------- | ------------ | ---------- | ---------- | ---------- | ---------- | ---------- | ---------- |
| Richard McKinney | Férfi egyéni | 1230       | 2.         | 1241       | 6.         | 2471       | 4.         |
| Darrell Pace     | Férfi egyéni | 1264       | 1.         | 1307       | 1.         | 2571       |            |
| Linda Myers      | Női egyéni   | 1180       | 9.         | 1213       | 5.         | 2393       | 7.         |
| Luann Ryon       | Női egyéni   | 1217       | 1.         | 1282       | 1.         | 2499       |            |

## Kajak-kenu
Férfi
| Versenyző                                          | Versenyszám         | Előfutam | Előfutam | Előfutam | Vigaszág | Vigaszág | Vigaszág | Elődöntő | Elődöntő | Elődöntő | Döntő   | Döntő    |
| Versenyző                                          | Versenyszám         | Idő      | Hely.    | Össz.    | Idő      | Hely.    | Össz.    | Idő      | Hely.    | Össz.    | Idő     | Helyezés |
| -------------------------------------------------- | ------------------- | -------- | -------- | -------- | -------- | -------- | -------- | -------- | -------- | -------- | ------- | -------- |
| Henry Krawczyk                                     | Kajak egyes 500 m   | 2:04,64  | 6.       | 14.      | 2:03,25  | 4.       | 8.       | kiesett  | kiesett  | kiesett  | kiesett | kiesett  |
| David Gilman                                       | Kajak egyes 1000 m  | 4:05,38  | 4.       | 13.      | 4:16,10  | 1.       | 7.       | 3:54,12  | 5.       | 12.      | kiesett | kiesett  |
| Michael Johnson William Leach                      | Kajak kettes 500 m  | 1:55,10  | 8.       | 19.      | 1:49,95  | 4.       | 11.      | kiesett  | kiesett  | kiesett  | kiesett | kiesett  |
| Bruce Barton Peter Deyo                            | Kajak kettes 1000 m | 3:36,17  | 4.       | 9.       | 3:36,32  | 3.       | 10.*     | 3:41,35  | 6.       | 18.      | kiesett | kiesett  |
| Bruce Barton Peter Deyo Stephen Kelly Brent Turner | Kajak négyes 1000 m | 3:18,12  | 5.       | 15.      | 3:11,71  | 4.       | 7.       | kiesett  | kiesett  | kiesett  | kiesett | kiesett  |
| Angus Morrison                                     | Kenu egyes 500 m    | 2:21,08  | 7.       | 15.      | 2:12,92  | 5.       | 9.       | kiesett  | kiesett  | kiesett  | kiesett | kiesett  |
| Angus Morrison                                     | Kenu egyes 1000 m   | 4:35,77  | 7.       | 13.      | 4:18,11  | 2.       | 5.       | 4:25,83  | 4.       | 12.      | kiesett | kiesett  |
| Roland Muhlen Andreas Weigand                      | Kenu kettes 500 m   | 2:00,99  | 5.       | 9.       | 1:57,58  | 3.       | 7.       | 1:52,33  | 4.       | 10.      | kiesett | kiesett  |
| Charles Lyda Törő András                           | Kenu kettes 1000 m  | 4:21,19  | 7.       | 15.      | 4:04,96  | 5.       | 9.       | kiesett  | kiesett  | kiesett  | kiesett | kiesett  |

Női
| Versenyző                      | Versenyszám        | Előfutam | Előfutam | Előfutam | Vigaszág | Vigaszág | Vigaszág | Elődöntő | Elődöntő | Elődöntő | Döntő   | Döntő    |
| Versenyző                      | Versenyszám        | Idő      | Hely.    | Össz.    | Idő      | Hely.    | Össz.    | Idő      | Hely.    | Össz.    | Idő     | Helyezés |
| ------------------------------ | ------------------ | -------- | -------- | -------- | -------- | -------- | -------- | -------- | -------- | -------- | ------- | -------- |
| Julie Leach                    | Kajak egyes 500 m  | 2:13,00  | 2.       | 4.       | erőnyerő | erőnyerő | erőnyerő | 2:09,44  | 3.       | 6.       | 2:06,92 | 7.       |
| Linda Murray-Dragan Ann Turner | Kajak kettes 500 m | 1:59,32  | 4.       | 5.       | 1:59,15  | 1.       | 4.       | 1:57,10  | 4.       | 11.      | kiesett | kiesett  |

* - egy másik párossal azonos időt ért el

## Kerékpározás

### Országúti kerékpározás
Férfi
| Versenyző                                              | Versenyszám     | Idő              | Helyezés      |
| ------------------------------------------------------ | --------------- | ---------------- | ------------- |
| David Boll                                             | Mezőnyverseny   | 5:05:00 (+18:08) | 56.           |
| John Howard                                            | Mezőnyverseny   | 4:54:26 (+7:34)  | 42.           |
| George Mount                                           | Mezőnyverseny   | 4:47:23 (+0:31)  | 6.            |
| Michael Neel                                           | Mezőnyverseny   | nem ért célba    | nem ért célba |
| John Howard Alan Kingsbery Wayne Stetina Marc Thompson | Csapat időfutam | 2:18:53 (+10:00) | 19.           |

### Pálya-kerékpározás
Sprintverseny
| Versenyző        | Versenyszám  | 1. forduló                                           | 1. forduló | Vigaszág                     | Vigaszág | Nyolcaddöntő           | Nyolcaddöntő | Vigaszág selejtező     | Vigaszág selejtező | Vigaszág döntő       | Vigaszág döntő | Negyeddöntő          | 5–8. helyért           | 5–8. helyért | Elődöntő             | Döntő                | Helyezés    |
| Versenyző        | Versenyszám  | Ellenfelek Győztes idő                               | Hely.      | Ellenfél Győztes idő         | Hely.    | Ellenfelek Győztes idő | Hely.        | Ellenfelek Győztes idő | Hely.              | Ellenfél Győztes idő | Hely.          | Ellenfél Győztes idő | Ellenfelek Győztes idő | Hely.        | Ellenfél Győztes idő | Ellenfél Győztes idő | Helyezés    |
| ---------------- | ------------ | ---------------------------------------------------- | ---------- | ---------------------------- | -------- | ---------------------- | ------------ | ---------------------- | ------------------ | -------------------- | -------------- | -------------------- | ---------------------- | ------------ | -------------------- | -------------------- | ----------- |
| Leigh Barczewski | Férfi egyéni | Michel Vaarten (BEL) · Patrick Spencer (ANT) · 11,26 | 2.         | Trevor Gadd (GBR) · kizárták | –        | kiesett                | kiesett      | kiesett                | kiesett            | kiesett              | kiesett        | kiesett              | kiesett                | kiesett      | kiesett              | kiesett              | helyezetlen |

Időfutam
| Versenyző   | Versenyszám  | Idő      | Helyezés |
| ----------- | ------------ | -------- | -------- |
| Robert Vehe | Férfi egyéni | 1:09,057 | 15.      |

Üldözőversenyek
| Versenyző                                                 | Versenyszám  | Selejtező | Selejtező | Nyolcaddöntő | Nyolcaddöntő | Nyolcaddöntő | Negyeddöntő  | Negyeddöntő | Negyeddöntő | Elődöntő     | Elődöntő  | Elődöntő | Döntő        | Döntő     | Helyezés |
| Versenyző                                                 | Versenyszám  | Idő       | Hely.     | Ellenfél Idő | Saját idő    | Hely.        | Ellenfél Idő | Saját idő   | Hely.       | Ellenfél Idő | Saját idő | Hely.    | Ellenfél Idő | Saját idő | Helyezés |
| --------------------------------------------------------- | ------------ | --------- | --------- | ------------ | ------------ | ------------ | ------------ | ----------- | ----------- | ------------ | --------- | -------- | ------------ | --------- | -------- |
| Leonard Harvey Nitz                                       | Férfi egyéni | 5:01,54   | 19.       | kiesett      | kiesett      | kiesett      | kiesett      | kiesett     | kiesett     | kiesett      | kiesett   | kiesett  | kiesett      | kiesett   | 19.      |
| Paul Deem Leonard Harvey Nitz Ronald Skarin Ralph Therrio | Férfi csapat | 4:31,25   | 10.       |              |              |              | kiesett      | kiesett     | kiesett     | kiesett      | kiesett   | kiesett  | kiesett      | kiesett   | 10.      |

## Kézilabda

### Férfi
| Amerikai férfi kézilabdacsapat-játékoskeret                                                                               | Amerikai férfi kézilabdacsapat-játékoskeret                                                                                 |
| --- | --- |
| - Richard Abrahamson - Roger Baker - Peter Buehning, Jr. - Randolph Dean - Robert Dean - Vincent DiCalogero - Ezra Glantz | - William Johnson - Patrick O'Neill - Sandor Rivnyak - Jamess Rogers - Kevin Serrapede - Robert Sparks - Harry Winkler, Jr. |

#### Eredmények
Csoportkör
B csoport
| Csapat                 | M                               | Gy                              | D                               | V                               | G+                              | G–                              | Gk                              | P                               |
| ---------------------- | ------------------------------- | ------------------------------- | ------------------------------- | ------------------------------- | ------------------------------- | ------------------------------- | ------------------------------- | ------------------------------- |
| Románia (ROU)          | 4                               | 3                               | 1                               | 0                               | 91                              | 71                              | +20                             | 7                               |
| Lengyelország (POL)    | 4                               | 3                               | 0                               | 1                               | 80                              | 71                              | +9                              | 6                               |
| Magyarország (HUN)     | 4                               | 2                               | 0                               | 2                               | 92                              | 82                              | +10                             | 4                               |
| Csehszlovákia (TCH)    | 4                               | 1                               | 1                               | 2                               | 85                              | 82                              | +3                              | 3                               |
| Egyesült Államok (USA) | 4                               | 0                               | 0                               | 4                               | 80                              | 122                             | –42                             | 0                               |
| Tunézia (TUN)          | Két mérkőzés után visszalépett. | Két mérkőzés után visszalépett. | Két mérkőzés után visszalépett. | Két mérkőzés után visszalépett. | Két mérkőzés után visszalépett. | Két mérkőzés után visszalépett. | Két mérkőzés után visszalépett. | Két mérkőzés után visszalépett. |

| 1976. július 18. | Csehszlovákia (TCH) | 28 – 20 | Egyesült Államok (USA) | Québec |
| 1976. július 18. | Jarý 5              | (15–13) | Abrahamson 7           | Québec |
| 1976. július 18. |                     |         |                        | Québec |

| 1976. július 20. | Románia (ROU) | 32 – 19 | Egyesült Államok (USA) | Québec |
| 1976. július 20. | Birtalan 8    | (16–8)  | Rogers 5               | Québec |
| 1976. július 20. |               |         |                        | Québec |

| 1976. július 22. | Magyarország (HUN) | 36 – 21 | Egyesült Államok (USA) | Montréal |
| 1976. július 22. | Varga 9            | (18–9)  | Randolph Dean 6        | Montréal |
| 1976. július 22. |                    |         |                        | Montréal |

| 1976. július 24. | Lengyelország (POL) | 26 – 20 | Egyesült Államok (USA) | Montréal |
| 1976. július 24. | Klempel, Przybysz 8 | (14–10) | Rogers 8               | Montréal |
| 1976. július 24. |                     |         |                        | Montréal |

| 1976. július 26. | Egyesült Államok (USA) | Tunézia visszalépett | Tunézia (TUN) | Sherbrooke |
| 1976. július 26. |                        |                      |               | Sherbrooke |
| 1976. július 26. |                        |                      |               | Sherbrooke |

A 9. helyért
| 1976. július 27. | Japán (JPN)     | 27 – 20 | Egyesült Államok (USA) | Montréal |
| 1976. július 27. | három játékos 5 | (12–8)  | Randolph Dean 6        | Montréal |
| 1976. július 27. |                 |         |                        | Montréal |

| Csapat                 | Helyezés |
| ---------------------- | -------- |
| Egyesült Államok (USA) | 10.      |

## Kosárlabda

### Férfi
| Amerikai férfi kosárlabdacsapat-játékoskeret                                              | Amerikai férfi kosárlabdacsapat-játékoskeret                                               |
| ----------------------------------------------------------------------------------------- | ------------------------------------------------------------------------------------------ |
| - Tate Armstrong - Quinn Buckner - Kenny Carr - Adrian Dantley - Walter Davis - Phil Ford | - Ernie Grunfeld - Phil Hubbard - Mitch Kupchak - Tom LaGarde - Scott May - Steve Sheppard |

#### Eredmények
Csoportkör
B csoport
| Csapat                 | M | Gy | V | P+  | P–  | Pk  | P  |
| ---------------------- | - | -- | - | --- | --- | --- | -- |
| Egyesült Államok (USA) | 5 | 5  | 0 | 394 | 349 | +45 | 10 |
| Jugoszlávia (YUG)      | 5 | 4  | 1 | 364 | 343 | +21 | 9  |
| Olaszország (ITA)      | 5 | 3  | 2 | 347 | 344 | +3  | 8  |
| Csehszlovákia (TCH)    | 5 | 2  | 3 | 418 | 406 | +12 | 7  |
| Puerto Rico (PUR)      | 5 | 1  | 4 | 321 | 363 | –42 | 6  |
| Egyiptom (EGY)         | 1 | 0  | 1 | 64  | 103 | –39 | 1  |

| 1976. július 18. | Olaszország (ITA) | 86 – 106 | Egyesült Államok (USA) |  |
| 1976. július 18. | (39–50)           |          |                        |  |

| 1976. július 20. | Egyesült Államok (USA) | 95 – 94 | Puerto Rico (PUR) |  |
| 1976. július 20. | (51–51)                |         |                   |  |

| 1976. július 21. | Jugoszlávia (YUG) | 93 – 112 | Egyesült Államok (USA) |  |
| 1976. július 21. | (55–51)           |          |                        |  |

|  | Egyesült Államok (USA) | Egyiptom visszalépett | Egyiptom (EGY) |  |
|  |                        |                       |                |  |

| 1976. július 24. | Egyesült Államok (USA) | 81 – 76 | Csehszlovákia (TCH) |  |
| 1976. július 24. | (46–36)                |         |                     |  |

Elődöntő
| 1976. július 26. | Egyesült Államok (USA) | 95 – 77 | Kanada (CAN) |  |
| 1976. július 26. | (48–35)                |         |              |  |

Döntő
| 1976. július 28. | Jugoszlávia (YUG) | 74 – 95 | Egyesült Államok (USA) |  |
| 1976. július 28. | (38–50)           |         |                        |  |

| Csapat                 | Helyezés |
| ---------------------- | -------- |
| Egyesült Államok (USA) |          |

### Női
| Amerikai női kosárlabdacsapat-játékoskeret                                                        | Amerikai női kosárlabdacsapat-játékoskeret                                                              |
| ------------------------------------------------------------------------------------------------- | --- |
| - Cindy Brogdon - Nancy Dunkle - Lusia Harris - Patricia Head - Charlotte Lewis - Nancy Lieberman | - Gail Marquis - Ann Meyers - Mary Anne O’Connor - Patricia Roberts - Susan Rojcewicz - Juliene Simpson |

#### Eredmények
Csoportkör
| 1976. július 19. | Egyesült Államok (USA) | 71 – 84 | Japán (JPN) |  |
| 1976. július 19. | (42–49)                |         |             |  |

| 1976. július 20. | Egyesült Államok (USA) | 95 – 79 | Bulgária (BUL) |  |
| 1976. július 20. | (50–44)                |         |                |  |

| 1976. július 22. | Egyesült Államok (USA) | 89 – 75 | Kanada (CAN) |  |
| 1976. július 22. | (38–40)                |         |              |  |

| 1976. július 23. | Egyesült Államok (USA) | 77 – 112 | Szovjetunió (URS) |  |
| 1976. július 23. | (34–54)                |          |                   |  |

| 1976. július 26. | Egyesült Államok (USA) | 83 – 67 | Csehszlovákia (TCH) |  |
| 1976. július 26. | (37–37)                |         |                     |  |

Végeredmény
| Helyezés | Csapat                 | M | Gy | V | P+  | P–  | Pk   | P  |
| -------- | ---------------------- | - | -- | - | --- | --- | ---- | -- |
| Arany    | Szovjetunió (URS)      | 5 | 5  | 0 | 504 | 346 | +158 | 10 |
| Ezüst    | Egyesült Államok (USA) | 5 | 3  | 2 | 415 | 417 | –2   | 8  |
| Bronz    | Bulgária (BUL)         | 5 | 3  | 2 | 365 | 377 | –12  | 8  |
| 4.       | Csehszlovákia (TCH)    | 5 | 2  | 3 | 351 | 359 | –8   | 7  |
| 5.       | Japán (JPN)            | 5 | 2  | 3 | 405 | 400 | +5   | 7  |
| 6.       | Kanada (CAN)           | 5 | 0  | 5 | 336 | 477 | –141 | 5  |

| Csapat                 | Helyezés |
| ---------------------- | -------- |
| Egyesült Államok (USA) |          |

## Lovaglás
Díjlovaglás
| Versenyző                                | Ló                   | Versenyszám | Selejtező | Selejtező | Döntő   | Döntő    |
| Versenyző                                | Ló                   | Versenyszám | Pont      | Hely.     | Pont    | Helyezés |
| ---------------------------------------- | -------------------- | ----------- | --------- | --------- | ------- | -------- |
| Hilda Gurney                             | Keen                 | Egyéni      | 1607      | 4.        | 1167    | 10.      |
| Edith Master                             | Dahlwitz             | Egyéni      | 1481      | 14.       | kiesett | kiesett  |
| Dorothy Morkis                           | Monaco               | Egyéni      | 1559      | 7.        | 1249    | 5.       |
| Hilda Gurney Edith Master Dorothy Morkis | Keen Dahlwitz Monaco | Csapat      |           |           | 4,647   |          |

Díjugratás
| Versenyző                                              | Ló                                    | Versenyszám | 1. forduló | 1. forduló | 2. forduló | 2. forduló | Összesen | Összesen |
| Versenyző                                              | Ló                                    | Versenyszám | Pont       | Hely.      | Pont       | Hely.      | Pont     | Helyezés |
| ------------------------------------------------------ | ------------------------------------- | ----------- | ---------- | ---------- | ---------- | ---------- | -------- | -------- |
| William Brown                                          | A Little Bit                          | Egyéni      | 16,50      | 29.        | kiesett    | kiesett    | 16,50    | 29.      |
| Frank Chapot                                           | Viscount                              | Egyéni      | 4,00       | 2.         | 12,00      | 7.         | 16,00    | 5.**     |
| William Murphy                                         | Do Right                              | Egyéni      | 12,00      | 22.        | kiesett    | kiesett    | 12,00    | 22.*     |
| William Brown Frank Chapot Michael Matz Robert Ridland | Sandsablaze Viscount Grande Southside | Csapat      | 40,00      | 7.         | 24,00      | 3.         | 64,00    | 4.       |

Lovastusa
| Versenyző                                                    | Ló                                                  | Versenyszám | Díjlovaglás | Díjlovaglás | Tereplovaglás | Tereplovaglás | Díjugratás | Díjugratás | Végeredmény | Végeredmény |
| Versenyző                                                    | Ló                                                  | Versenyszám | Bünt.       | Hely.       | Bünt.         | Hely.         | Bünt.      | Hely.      | Bünt.       | Helyezés    |
| ------------------------------------------------------------ | --------------------------------------------------- | ----------- | ----------- | ----------- | ------------- | ------------- | ---------- | ---------- | ----------- | ----------- |
| Edmund Coffin                                                | Bally-Cor                                           | Egyéni      | 64,59       | 6.          | 50,40         | 2.            | 0,00       | 1.         | 114,99      |             |
| Bruce Davidson                                               | Irish-Cap                                           | Egyéni      | 54,16       | 2.          | 136,00        | 20.           | 10,00      | 14.        | 200,16      | 10.         |
| Michael Plumb                                                | Better & Better                                     | Egyéni      | 66,25       | 7.          | 49,60         | 1.            | 10,00      | 14.        | 125,85      |             |
| Mary Anne Tauskey                                            | Marcus Aurelius                                     | Egyéni      | 97,09       | 34.         | 162,40        | 24.           | 10,00      | 14.        | 269,49      | 21.         |
| Edmund Coffin Bruce Davidson Michael Plumb Mary Anne Tauskey | Bally-Cor Irish-Cap Better & Better Marcus Aurelius | Csapat      | 185,00      | 2.          | 236,00        | 1.            | 20,00      | 3.         | 441,00      |             |

* - két másik versenyzővel azonos eredményt ért el

** - három másik versenyzővel azonos eredményt ért el

## Műugrás
Férfi
| Versenyző     | Versenyszám        | Selejtező | Selejtező | Döntő  | Döntő    |
| Versenyző     | Versenyszám        | Pont      | Helyezés  | Pont   | Helyezés |
| ------------- | ------------------ | --------- | --------- | ------ | -------- |
| Philip Boggs  | Egyéni műugrás     | 621,51    | 1.        | 619,05 |          |
| Robert Cragg  | Egyéni műugrás     | 582,99    | 2.        | 548,19 | 5.       |
| Greg Louganis | Egyéni műugrás     | 530,85    | 8.        | 528,96 | 6.       |
| Greg Louganis | Egyéni toronyugrás | 583,50    | 1.        | 576,99 |          |
| Patrick Moore | Egyéni toronyugrás | 510,75    | 8.        | 538,17 | 5.       |
| Kent Vosler   | Egyéni toronyugrás | 554,37    | 3.        | 544,14 | 4.       |

Női
| Versenyző                | Versenyszám        | Selejtező | Selejtező | Döntő   | Döntő    |
| Versenyző                | Versenyszám        | Pont      | Helyezés  | Pont    | Helyezés |
| ------------------------ | ------------------ | --------- | --------- | ------- | -------- |
| Jennifer Chandler        | Egyéni műugrás     | 463,32    | 1.        | 506,19  |          |
| Cynthia Potter-McIngvale | Egyéni műugrás     | 455,16    | 3.        | 466,83  |          |
| Barbara Nejman           | Egyéni műugrás     | 455,49    | 2.        | 365,07  | 8.       |
| Melissa Briley           | Egyéni toronyugrás | 389,85    | 4.        | 376,86  | 7.       |
| Janet Ely                | Egyéni toronyugrás | 343,92    | 9.        | kiesett | kiesett  |
| Deborah Wilson           | Egyéni toronyugrás | 398,37    | 3.        | 401,07  |          |

## Ökölvívás
| Versenyző         | Versenyszám   | Selejtező                | 32-es főtábla                           | Nyolcaddöntő                            | Negyeddöntő                                   | Elődöntő                         | Döntő                                 | Helyezés |
| Versenyző         | Versenyszám   | Ellenfél Eredmény        | Ellenfél Eredmény                       | Ellenfél Eredmény                       | Ellenfél Eredmény                             | Ellenfél Eredmény                | Ellenfél Eredmény                     | Helyezés |
| ----------------- | ------------- | ------------------------ | --------------------------------------- | --------------------------------------- | --------------------------------------------- | -------------------------------- | ------------------------------------- | -------- |
| Louis Curtis      | Papírsúly     |                          | Henryk Średnicki (POL) · 0-5            | kiesett                                 | kiesett                                       | kiesett                          | kiesett                               | 17.      |
| Leo Randolph      | Légsúly       | erőnyerő                 | Massoudi Samatou (TOG) · nem vett részt | Constantin Gruiescu (ROU) · 4-1         | David Larmour (IRL) · 4-1                     | Leszek Błażyński (POL) · 4-1     | Ramón Duvalón (CUB) · 3-2             |          |
| Charles Mooney    | Harmatsúly    | Mohamed Rais (MAR) · 5-0 | Juan Francisco Rodríguez (ESP) · 4-1    | Bernardo Onori (ITA) · 5-0              | Hvang Csholszun (Hwang Cheol-Sun) (KOR) · 5-0 | Viktor Ribakov (URS) · 4-1       | Ku Jongdzso (Gu Yeong-jo) (PRK) · 0-5 |          |
| Davey Armstrong   | Pehelysúly    | erőnyerő                 | Anatoly Volkov (URS) · 5-0              | Badari Tibor (HUN) · 5-0                | Ángel Herrera (CUB) · 2-3                     | kiesett                          | kiesett                               | 5.       |
| Howard Davis      | Könnyűsúly    | erőnyerő                 | Szegava Jukio (JPN) · 5-0               | Leonidas Asprilla (COL) · RSC           | Cvetan Cvetkov (BUL) · feladta                | Ace Ruszevszki (YUG) · 5-0       | Simion Cuţov (ROU) · 5-0              |          |
| Sugar Ray Leonard | Kisváltósúly  | Ulf Carlsson (SWE) · 5-0 | Valery Limasov (URS) · 5-0              | Clinton McKenzie (GBR) · 5-0            | Ulrich Beyer (GDR) · 5-0                      | Kazimierz Szczerba (POL) · 5-0   | Andrés Aldama (CUB) · 5-0             |          |
| Clinton Jackson   | Váltósúly     | erőnyerő                 | Zbigniew Kicka (POL) · 5-0              | Wesly Felix (HAI) · KO                  | Pedro José Gamarro (VEN) · 2-3                | kiesett                          | kiesett                               | 5.       |
| Charles Walker    | Nagyváltósúly |                          | erőnyerő                                | Jerzy Rybicki (POL) · 2-3               | kiesett                                       | kiesett                          | kiesett                               | 9.       |
| Michael Spinks    | Középsúly     |                          | erőnyerő                                | Jean-Marie Emebe (CMR) · nem vett részt | Ryszard Pasiewicz (POL) · 5-0                 | Alec Năstac (ROU) · visszalépett | Rufat Riszkijev (URS) · RSC           |          |
| Leon Spinks       | Félnehézsúly  |                          | Abdel Latif Fatihi (MAR) · KO           | Anatoliy Klimanov (URS) · 5-0           | Ottomar Sachse (GDR) · 5-0                    | Janusz Gortat (POL) · 5-0        | Sixto Soria (CUB) · RSC               |          |
| John Tate         | Nehézsúly     |                          | erőnyerő                                | Andrzej Biegalski (POL) · 5-0           | Peter Hussing (FRG) · 3-2                     | Teófilo Stevenson (CUB) · KO     | kiesett                               |          |

## Öttusa
| Versenyző                                 | Versenyszám | Lovaglás | Lovaglás | Lovaglás | Lovaglás | Vívás    | Vívás | Vívás | Lövészet | Lövészet | Lövészet | Úszás   | Úszás | Úszás | Futás   | Futás | Futás | Összesen    | Összesen |
| Versenyző                                 | Versenyszám | Idő      | Bünt.    | Pont     | Hely.    | Eredmény | Pont  | Hely. | Pontszám | Pont     | Hely.    | Idő     | Pont  | Hely. | Idő     | Pont  | Hely. | Összes pont | Helyezés |
| ----------------------------------------- | ----------- | -------- | -------- | -------- | -------- | -------- | ----- | ----- | -------- | -------- | -------- | ------- | ----- | ----- | ------- | ----- | ----- | ----------- | -------- |
| Mike Burley                               | Egyéni      | 1:47,5   | 32       | 1068     | 18.      | 22–23    | 760   | 24.*  | 180      | 692      | 41.      | 3:27,95 | 1212  | 10.   | 12:26,6 | 1327  | 2.    | 5059        | 16.      |
| John Fitzgerald                           | Egyéni      | 1:48,0   | 64       | 1036     | 27.      | 30–15    | 952   | 4.    | 194      | 1000     | 9.       | 3:25,47 | 1232  | 8.    | 13:53,4 | 1066  | 42.   | 5286        | 6.       |
| Robert Nieman                             | Egyéni      | 1:49,6   | 64       | 1036     | 28.      | 23–22    | 784   | 18.** | 176      | 604      | 44.      | 3:13,61 | 1324  | 1.    | 13:24,2 | 1153  | 24.   | 4901        | 26.      |
| Mike Burley John Fitzgerald Robert Nieman | Csapat      |          |          | 3140     | 7.       |          | 2535  | 4.    |          | 2296     | 12.      |         | 3768  | 1.    |         | 3546  | 7.    | 15285       | 5.       |

* - három másik versenyzővel azonos eredményt ért el

** - öt másik versenyzővel azonos eredményt ért el

## Sportlövészet
Nyílt
| Versenyző        | Versenyszám           | Pont | Helyezés |
| ---------------- | --------------------- | ---- | -------- |
| William McMillan | Gyorstüzelő pisztoly  | 586  | 20.      |
| Tom Treinen      | Gyorstüzelő pisztoly  | 576  | 36.      |
| Hershel Anderson | Szabadpisztoly        | 556  | 10.      |
| Richard Crawford | Szabadpisztoly        | 534  | 37.      |
| Martin Edmondson | Futócéllövészet       | 558  | 14.      |
| Michael Theimer  | Futócéllövészet       | 564  | 8.       |
| Victor Auer      | Sportpuska, fekvő     | 588  | 31.      |
| David Ross       | Sportpuska, fekvő     | 590  | 20.      |
| Lanny Bassham    | Sportpuska, összetett | 1162 |          |
| Margaret Murdock | Sportpuska, összetett | 1162 |          |
| Charvin Dixon    | Trap                  | 181  | 11.      |
| Donald Haldeman  | Trap                  | 190  |          |
| John Satterwhite | Skeet                 | 192  | 14.      |
| Brad Simmons     | Skeet                 | 186  | 44.      |

## Súlyemelés
| Versenyző        | Versenyszám | Szakítás | Szakítás | Lökés    | Lökés    | Összesen | Helyezés |
| Versenyző        | Versenyszám | Eredmény | Helyezés | Eredmény | Helyezés | Összesen | Helyezés |
| ---------------- | ----------- | -------- | -------- | -------- | -------- | -------- | -------- |
| Dan Cantore      | 67,5 kg     | 120,0    | 14.*     | 152,5    | 12.*     | 272,5    | 11.      |
| Frederick Lowe   | 75 kg       | 135,0    | 11.      | 170,0    | 12.      | 305,0    | 11.      |
| Samuel Bigler    | 82,5 kg     | 130,0    | 12.      | 177,5    | 7.       | 307,5    | 10.      |
| Philip Grippaldi | 90 kg       | kizárták | kizárták | kizárták | kizárták | kizárták | kizárták |
| Lee James        | 90 kg       | 165,0    | 2.       | 197,5    | 3.       | 362,5    |          |
| Mark Cameron     | 110 kg      | kizárták | kizárták | kizárták | kizárták | kizárták | kizárták |
| Gary Drinnon     | 110 kg      | 152,5    | 14.      | 200,0    | 11.      | 352,5    | 12.      |
| Sam Walker       | +110 kg     | 142,5    | 9.       | 182,5    | 9.       | 325,0    | 9.       |
| Bruce Wilhelm    | +110 kg     | 172,5    | 2.       | 215,0    | 5.       | 387,5    | 5.       |

* - egy másik versenyzővel azonos eredményt ért el

## Torna
Férfi
| Versenyző                                                                      | Versenyszám      | Selejtező | Selejtező | Döntő    | Döntő    |
| Versenyző                                                                      | Versenyszám      | Pontszám  | Helyezés  | Pontszám | Helyezés |
| ------------------------------------------------------------------------------ | ---------------- | --------- | --------- | -------- | -------- |
| Marshall Avener                                                                | Talaj            | 17,60     | 67.       | kiesett  | kiesett  |
| Marshall Avener                                                                | Ugrás            | 18,25     | 62.       | kiesett  | kiesett  |
| Marshall Avener                                                                | Korlát           | 18,25     | 36.       | kiesett  | kiesett  |
| Marshall Avener                                                                | Nyújtó           | 18,50     | 44.       | kiesett  | kiesett  |
| Marshall Avener                                                                | Gyűrű            | 18,15     | 56.       | kiesett  | kiesett  |
| Marshall Avener                                                                | Lólengés         | 18,70     | 25.       | kiesett  | kiesett  |
| Marshall Avener                                                                | Egyéni összetett | 109,45    | 43.       | kiesett  | kiesett  |
| Thomas Beach                                                                   | Talaj            | 18,15     | 39.       | kiesett  | kiesett  |
| Thomas Beach                                                                   | Ugrás            | 18,50     | 44.       | kiesett  | kiesett  |
| Thomas Beach                                                                   | Korlát           | 18,15     | 44.       | kiesett  | kiesett  |
| Thomas Beach                                                                   | Nyújtó           | 19,10     | 14.       | kiesett  | kiesett  |
| Thomas Beach                                                                   | Gyűrű            | 18,60     | 36.       | kiesett  | kiesett  |
| Thomas Beach                                                                   | Lólengés         | 18,05     | 57.       | kiesett  | kiesett  |
| Thomas Beach                                                                   | Egyéni összetett | 110,55    | 32.       | kiesett  | kiesett  |
| Bart Conner                                                                    | Talaj            | 17,90     | 50.       | kiesett  | kiesett  |
| Bart Conner                                                                    | Ugrás            | 18,50     | 44.       | kiesett  | kiesett  |
| Bart Conner                                                                    | Korlát           | 18,95     | 12.       | kiesett  | kiesett  |
| Bart Conner                                                                    | Nyújtó           | 18,60     | 37.       | kiesett  | kiesett  |
| Bart Conner                                                                    | Gyűrű            | 18,15     | 56.       | kiesett  | kiesett  |
| Bart Conner                                                                    | Lólengés         | 17,25     | 78.       | kiesett  | kiesett  |
| Bart Conner                                                                    | Egyéni összetett | 109,35    | 46.       | kiesett  | kiesett  |
| Peter Kormann                                                                  | Talaj            | 19,00     | 10.       | 19,300   |          |
| Peter Kormann                                                                  | Ugrás            | 18,35     | 58.       | kiesett  | kiesett  |
| Peter Kormann                                                                  | Korlát           | 18,10     | 46.       | kiesett  | kiesett  |
| Peter Kormann                                                                  | Nyújtó           | 18,70     | 31.       | kiesett  | kiesett  |
| Peter Kormann                                                                  | Gyűrű            | 18,20     | 54.       | kiesett  | kiesett  |
| Peter Kormann                                                                  | Lólengés         | 18,40     | 39.       | kiesett  | kiesett  |
| Peter Kormann                                                                  | Egyéni összetett | 110,75    | 31.       | 112,475  | 15.      |
| Kurt Thomas                                                                    | Talaj            | 18,65     | 22.       | kiesett  | kiesett  |
| Kurt Thomas                                                                    | Ugrás            | 17,65     | 86.       | kiesett  | kiesett  |
| Kurt Thomas                                                                    | Korlát           | 18,70     | 21.       | kiesett  | kiesett  |
| Kurt Thomas                                                                    | Nyújtó           | 18,80     | 25.       | kiesett  | kiesett  |
| Kurt Thomas                                                                    | Gyűrű            | 18,30     | 51.       | kiesett  | kiesett  |
| Kurt Thomas                                                                    | Lólengés         | 18,95     | 16.       | kiesett  | kiesett  |
| Kurt Thomas                                                                    | Egyéni összetett | 111,05    | 30.       | 111,175  | 21.      |
| Wayne Young                                                                    | Talaj            | 18,20     | 37.       | kiesett  | kiesett  |
| Wayne Young                                                                    | Ugrás            | 18,60     | 39.       | kiesett  | kiesett  |
| Wayne Young                                                                    | Korlát           | 18,55     | 27.       | kiesett  | kiesett  |
| Wayne Young                                                                    | Nyújtó           | 18,85     | 22.       | kiesett  | kiesett  |
| Wayne Young                                                                    | Gyűrű            | 18,90     | 20.       | kiesett  | kiesett  |
| Wayne Young                                                                    | Lólengés         | 18,45     | 34.       | kiesett  | kiesett  |
| Wayne Young                                                                    | Egyéni összetett | 111,55    | 27.       | 113,025  | 12.      |
| Marshall Avener Thomas Beach Bart Conner Peter Kormann Kurt Thomas Wayne Young | Csapat összetett |           |           | 556,10   | 7.       |

Női
| Versenyző                                                                                 | Versenyszám      | Selejtező | Selejtező | Döntő    | Döntő    |
| Versenyző                                                                                 | Versenyszám      | Pontszám  | Helyezés  | Pontszám | Helyezés |
| ----------------------------------------------------------------------------------------- | ---------------- | --------- | --------- | -------- | -------- |
| Colleen Casey                                                                             | Talaj            | 18,70     | 44.       | kiesett  | kiesett  |
| Colleen Casey                                                                             | Ugrás            | 18,95     | 23.       | kiesett  | kiesett  |
| Colleen Casey                                                                             | Felemás korlát   | 19,05     | 30.       | kiesett  | kiesett  |
| Colleen Casey                                                                             | Gerenda          | 17,80     | 58.       | kiesett  | kiesett  |
| Colleen Casey                                                                             | Egyéni összetett | 74,50     | 41.       | kiesett  | kiesett  |
| Kimberly Chace                                                                            | Talaj            | 18,85     | 30.       | kiesett  | kiesett  |
| Kimberly Chace                                                                            | Ugrás            | 18,85     | 28.       | kiesett  | kiesett  |
| Kimberly Chace                                                                            | Felemás korlát   | 19,30     | 20.       | kiesett  | kiesett  |
| Kimberly Chace                                                                            | Gerenda          | 18,45     | 27.       | kiesett  | kiesett  |
| Kimberly Chace                                                                            | Egyéni összetett | 75,45     | 24.       | 75,875   | 14.      |
| Carrie Englert                                                                            | Talaj            | 18,95     | 24.       | kiesett  | kiesett  |
| Carrie Englert                                                                            | Ugrás            | 18,50     | 51.       | kiesett  | kiesett  |
| Carrie Englert                                                                            | Felemás korlát   | 18,80     | 44.       | kiesett  | kiesett  |
| Carrie Englert                                                                            | Gerenda          | 18,15     | 45.       | kiesett  | kiesett  |
| Carrie Englert                                                                            | Egyéni összetett | 74,40     | 42.       | kiesett  | kiesett  |
| Kathy Howard                                                                              | Talaj            | 19,20     | 12.       | kiesett  | kiesett  |
| Kathy Howard                                                                              | Ugrás            | 18,45     | 53.       | kiesett  | kiesett  |
| Kathy Howard                                                                              | Felemás korlát   | 18,80     | 44.       | kiesett  | kiesett  |
| Kathy Howard                                                                              | Gerenda          | 17,70     | 63.       | kiesett  | kiesett  |
| Kathy Howard                                                                              | Egyéni összetett | 74,15     | 46.       | kiesett  | kiesett  |
| Debra Willcox                                                                             | Talaj            | 18,55     | 52.       | kiesett  | kiesett  |
| Debra Willcox                                                                             | Ugrás            | 19,05     | 17.       | kiesett  | kiesett  |
| Debra Willcox                                                                             | Felemás korlát   | 19,10     | 26.       | kiesett  | kiesett  |
| Debra Willcox                                                                             | Gerenda          | 18,35     | 36.       | kiesett  | kiesett  |
| Debra Willcox                                                                             | Egyéni összetett | 75,05     | 29.**     | 75,325   | 18.*     |
| Leslie Wolfsberger                                                                        | Talaj            | 18,90     | 28.       | kiesett  | kiesett  |
| Leslie Wolfsberger                                                                        | Ugrás            | 18,60     | 40.       | kiesett  | kiesett  |
| Leslie Wolfsberger                                                                        | Felemás korlát   | 19,30     | 20.       | kiesett  | kiesett  |
| Leslie Wolfsberger                                                                        | Gerenda          | 17,85     | 55.       | kiesett  | kiesett  |
| Leslie Wolfsberger                                                                        | Egyéni összetett | 74,65     | 34.*      | 75,325   | 18.*     |
| Colleen Casey Kimberly Chace Carrie Englert Kathy Howard Debra Willcox Leslie Wolfsberger | Csapat összetett |           |           | 375,05   | 6.       |

* - egy másik versenyzővel azonos eredményt ért el

** - két másik versenyzővel azonos eredményt ért el

## Úszás
Férfi
| Versenyző                                                                                         | Versenyszám            | Előfutam | Előfutam | Előfutam | Elődöntő | Elődöntő | Elődöntő | Döntő    | Döntő    |
| Versenyző                                                                                         | Versenyszám            | Idő      | Hely.    | Össz.    | Idő      | Hely.    | Össz.    | Idő      | Helyezés |
| ------------------------------------------------------------------------------------------------- | ---------------------- | -------- | -------- | -------- | -------- | -------- | -------- | -------- | -------- |
| Joe Bottom                                                                                        | 100 m pillangó         | 56,26    | 1.       | 6.       | 55,26    | 1.       | 3.       | 54,50    |          |
| Joe Bottom                                                                                        | 100 m gyors            | 51,47    | 1.       | 1.*      | 51,92    | 3.       | 6.       | 51,79    | 6.       |
| Jack Babashoff                                                                                    | 100 m gyors            | 51,53    | 2.       | 3.       | 51,46    | 1.       | 3.       | 50,81    |          |
| Jim Montgomery                                                                                    | 100 m gyors            | 52,13    | 1.       | 8.       | 50,39    | 1.       | 1.       | 49,99    |          |
| Jim Montgomery                                                                                    | 200 m gyors            | 1:51,77  | 1.       | 4.       |          |          |          | 1:50,58  |          |
| Bruce Furniss                                                                                     | 200 m gyors            | 1:50,93  | 1.       | 1.       |          |          |          | 1:50,29  |          |
| John Naber                                                                                        | 200 m gyors            | 1:52,78  | 1.       | 8.       |          |          |          | 1:50,50  |          |
| John Naber                                                                                        | 100 m hát              | 56,80    | 1.       | 1.       | 56,19    | 1.       | 1.       | 55,49    |          |
| John Naber                                                                                        | 200 m hát              | 2:02,01  | 1.       | 1.       |          |          |          | 1:59,19  |          |
| Daniel Harrigan                                                                                   | 200 m hát              | 2:02,25  | 1.       | 2.       |          |          |          | 2:01,35  |          |
| Peter Rocca                                                                                       | 200 m hát              | 2:03,31  | 1.       | 3.       |          |          |          | 2:00,55  |          |
| Peter Rocca                                                                                       | 100 m hát              | 58,12    | 2.       | 5.       | 56,88    | 2.       | 2.       | 56,34    |          |
| Bob Jackson                                                                                       | 100 m hát              | 58,02    | 1.       | 4.       | 57,65    | 3.       | 6.       | 57,69    | 6.       |
| Casey Converse                                                                                    | 400 m gyors            | 4:00,65  | 2.       | 12.      |          |          |          | kiesett  | kiesett  |
| Timothy Shaw                                                                                      | 400 m gyors            | 3:56,40  | 1.       | 2.       |          |          |          | 3:52,54  |          |
| Brian Goodell                                                                                     | 400 m gyors            | 3:55,24  | 1.       | 1.       |          |          |          | 3:51,93  |          |
| Brian Goodell                                                                                     | 1500 m gyors           | 15:34,11 | 1.       | 4.       |          |          |          | 15:02,40 |          |
| Robert Hackett                                                                                    | 1500 m gyors           | 15:25,49 | 1.       | 2.       |          |          |          | 15:03,91 |          |
| Paul Hartloff                                                                                     | 1500 m gyors           | 15:20,74 | 1.       | 1.       |          |          |          | 15:32,08 | 7.       |
| Larry Dowler                                                                                      | 100 m mell             | 1:05,32  | 3.       | 8.       | 1:05,19  | 5.       | 9.*      | kiesett  | kiesett  |
| Chris Woo                                                                                         | 100 m mell             | 1:05,39  | 3.       | 10.      | 1:04,86  | 4.       | 8.       | 1:05,13  | 8.       |
| John Hencken                                                                                      | 100 m mell             | 1:03,88  | 1.       | 1.       | 1:03,62  | 1.       | 1.       | 1:03,11  |          |
| John Hencken                                                                                      | 200 m mell             | 2:21,23  | 1.       | 3.       |          |          |          | 2:17,26  |          |
| Richard Colella                                                                                   | 200 m mell             | 2:21,08  | 1.       | 2.       |          |          |          | 2:19,20  |          |
| Charles Keating                                                                                   | 200 m mell             | 2:22,22  | 2.       | 4.       |          |          |          | 2:20,79  | 5.       |
| Gary Hall                                                                                         | 100 m pillangó         | 55,35    | 1.       | 2.       | 55,32    | 2.       | 4.       | 54,65    |          |
| Matt Vogel                                                                                        | 100 m pillangó         | 55,40    | 1.       | 3.       | 54,80    | 2.       | 2.       | 54,35    |          |
| Mike Bruner                                                                                       | 200 m pillangó         | 2:01,35  | 1.       | 3.       |          |          |          | 1:59,23  |          |
| William Forrester                                                                                 | 200 m pillangó         | 2:01,95  | 1.       | 7.       |          |          |          | 1:59,96  |          |
| Steve Gregg                                                                                       | 200 m pillangó         | 2:00,24  | 1.       | 1.       |          |          |          | 1:59,54  |          |
| Steve Furniss                                                                                     | 400 m vegyes           | 4:27,76  | 1.       | 2.       |          |          |          | 4:29,23  | 6.       |
| Tim McKee                                                                                         | 400 m vegyes           | 4:29,14  | 1.       | 4.       |          |          |          | 4:24,62  |          |
| Rod Strachan                                                                                      | 400 m vegyes           | 4:27,15  | 1.       | 1.       |          |          |          | 4:23,68  |          |
| Mike Bruner Bruce Furniss John Naber Jim Montgomery Douglas Northway Timothy Shaw                 | 4 × 200 m gyorsváltó   | 7:30,33  | 1.       | 1.       |          |          |          | 7:23,22  |          |
| John Naber John Hencken Matt Vogel Jim Montgomery Peter Rocca Chris Woo Joe Bottom Jack Babashoff | 4 × 100 m vegyes váltó | 3:47,28  | 1.       | 1.       |          |          |          | 3:42,22  |          |

Női
| Versenyző                                                                                  | Versenyszám            | Előfutam | Előfutam | Előfutam | Elődöntő | Elődöntő | Elődöntő | Döntő   | Döntő    |
| Versenyző                                                                                  | Versenyszám            | Idő      | Hely.    | Össz.    | Idő      | Hely.    | Össz.    | Idő     | Helyezés |
| ------------------------------------------------------------------------------------------ | ---------------------- | -------- | -------- | -------- | -------- | -------- | -------- | ------- | -------- |
| Kim Peyton                                                                                 | 100 m gyors            | 57,26    | 2.       | 4.       | 56,89    | 1.       | 2.       | 56,81   | 4.       |
| Jill Sterkel                                                                               | 100 m gyors            | 57,41    | 1.       | 6.       | 57,19    | 3.       | 6.       | 57,06   | 7.       |
| Jill Sterkel                                                                               | 200 m gyors            | 2:03,94  | 2.       | 9.*      |          |          |          | kiesett | kiesett  |
| Jennifer Hooker                                                                            | 200 m gyors            | 2:03,72  | 2.       | 7.       |          |          |          | 2:04,20 | 6.       |
| Shirley Babashoff                                                                          | 200 m gyors            | 2:01,64  | 1.       | 2.       |          |          |          | 2:01,22 |          |
| Shirley Babashoff                                                                          | 100 m gyors            | 58,06    | 1.       | 11.      | 56,95    | 2.       | 3.       | 56,95   | 5.       |
| Shirley Babashoff                                                                          | 400 m gyors            | 4:16,07  | 1.       | 2.       |          |          |          | 4:10,46 |          |
| Shirley Babashoff                                                                          | 800 m gyors            | 8:47,74  | 1.       | 3.       |          |          |          | 8:37,59 |          |
| Nicole Kramer                                                                              | 800 m gyors            | 8:46,81  | 1.       | 2.       |          |          |          | 8:47,33 | 5.       |
| Wendy Weinberg                                                                             | 800 m gyors            | 8:49,78  | 3.       | 5.       |          |          |          | 8:42,60 |          |
| Brenda Borgh                                                                               | 400 m gyors            | 4:17,20  | 1.       | 5.*      |          |          |          | 4:17,43 | 6.       |
| Kathy Heddy                                                                                | 400 m gyors            | 4:19,34  | 2.       | 7.*      |          |          |          | 4:15,50 | 5.       |
| Linda Jezek                                                                                | 100 m hát              | 1:04,69  | 2.       | 6.       | 1:06,01  | 5.       | 11.      | kiesett | kiesett  |
| Renee Magee                                                                                | 100 m hát              | 1:06,44  | 4.       | 19.      | kiesett  | kiesett  | kiesett  | kiesett | kiesett  |
| Tauna Vandeweghe                                                                           | 100 m hát              | 1:05,00  | 1.       | 8.       | 1:06,29  | 7.       | 14.      | kiesett | kiesett  |
| Melissa Belote                                                                             | 200 m hát              | 2:17,63  | 2.       | 5.       |          |          |          | 2:17,27 | 5.       |
| Maryanne Graham                                                                            | 200 m hát              | 2:19,07  | 3.       | 10.      |          |          |          | kiesett | kiesett  |
| Miriam Smith                                                                               | 200 m hát              | 2:22,05  | 3.       | 13.      |          |          |          | kiesett | kiesett  |
| Renee Laravie                                                                              | 100 m mell             | 1:16,76  | 5.       | 19.*     | kiesett  | kiesett  | kiesett  | kiesett | kiesett  |
| Marcia Morey                                                                               | 100 m mell             | 1:17,30  | 4.       | 25.      | kiesett  | kiesett  | kiesett  | kiesett | kiesett  |
| Marcia Morey                                                                               | 200 m mell             | 2:41,85  | 3.       | 16.      |          |          |          | kiesett | kiesett  |
| Lauri Siering                                                                              | 200 m mell             | 2:41,66  | 5.       | 15.      |          |          |          | kiesett | kiesett  |
| Lauri Siering                                                                              | 100 m mell             | 1:15,41  | 2.       | 13.      | 1:14,84  | 5.       | 11.      | kiesett | kiesett  |
| Janis Hape                                                                                 | 200 m mell             | 2:45,57  | 5.       | 25.      |          |          |          | kiesett | kiesett  |
| Wendy Boglioli                                                                             | 100 m pillangó         | 1:01,84  | 1.       | 2.       | 1:01,75  | 1.       | 4.       | 1:01,17 |          |
| LeLei Fonoimoana                                                                           | 100 m pillangó         | 1:02,75  | 2.       | 9.       | 1:02,23  | 5.       | 7.       | 1:01,95 | 7.       |
| Camille Wright                                                                             | 100 m pillangó         | 1:02,22  | 2.       | 4.       | 1:01,89  | 2.       | 5.       | 1:01,41 | 4.       |
| Camille Wright                                                                             | 200 m pillangó         | 2:14,77  | 2.       | 9.       |          |          |          | kiesett | kiesett  |
| Karen Moe-Thornton                                                                         | 200 m pillangó         | 2:14,53  | 1.       | 6.       |          |          |          | 2:12,90 | 4.       |
| Donnalee Wennerstrom                                                                       | 200 m pillangó         | 2:15,56  | 2.       | 10.      |          |          |          | kiesett | kiesett  |
| Donnalee Wennerstrom                                                                       | 400 m vegyes           | 4:55,16  | 1.       | 3.       |          |          |          | 4:55,34 | 6.       |
| Jeanne Haney                                                                               | 400 m vegyes           | 5:10,53  | 5.       | 15.      |          |          |          | kiesett | kiesett  |
| Kim Peyton Wendy Boglioli Jill Sterkel Shirley Babashoff Jennifer Hooker                   | 4 × 100 m gyorsváltó   | 3:50,27  | 1.       | 3.       |          |          |          | 3:44,82 |          |
| Linda Jezek Lauri Siering Camille Wright Shirley Babashoff LeLei Fonoimoana Wendy Boglioli | 4 × 100 m vegyes váltó | 4:20,87  | 1.       | 4.       |          |          |          | 4:14,55 |          |

* - egy másik versenyzővel azonos időt ért el

## Vitorlázás
Nyílt
| Versenyző                                   | Versenyszám     | Futam | Futam  | Futam  | Futam  | Futam  | Futam | Futam | Pontszám | Helyezés |
| Versenyző                                   | Versenyszám     | 1     | 2      | 3      | 4      | 5      | 6     | 7     | Pontszám | Helyezés |
| ------------------------------------------- | --------------- | ----- | ------ | ------ | ------ | ------ | ----- | ----- | -------- | -------- |
| Peter Commette                              | Finn dingi      | 15,0  | 18,0   | 11,7   | (20,0) | 19,0   | 19,0  | 13,0  | 95,7     | 11.      |
| Robert Whitehurst David Whitehurst          | 470-es osztály  | 17,0  | (34,0) | 10,0   | 0,0    | 22,0   | 22,0  | 18,0  | 89,0     | 9.       |
| Dennis Conner Conn Findlay                  | Tempest         | 3,0   | 3,0    | 5,7    | 10,0   | (15,0) | 8,0   | 3,0   | 32,7     |          |
| David McFaull Michael Rothwell              | Tornádó         | 14,0  | (16,0) | 0,0    | 8,0    | 3,0    | 3,0   | 8,0   | 36,0     |          |
| Norman Freeman John Mathias                 | Repülő hollandi | 11,7  | (19,0) | 15,0   | 13,0   | 8,0    | 0,0   | 18,0  | 65,7     | 6.       |
| Walter Glasgow John Kolius Richard Hoepfner | Soling          | 14,0  | 5,7    | (17,0) | 3,0    | 13,0   | 11,7  | 0,0   | 47,4     |          |

## Vívás
Férfi
| Versenyző                                                           | Versenyszám       | Selejtező | Selejtező | Selejtező | Selejtező | Selejtező | Selejtező | Főtábla                          | Főtábla                                   | Vigaszág                         | Vigaszág          | Vigaszág          | Döntő             | Döntő   | Helyezés |
| Versenyző                                                           | Versenyszám       | 1. kör | 1. kör    | 2. kör | 2. kör    | 3. kör | 3. kör    | 1. kör                           | 2. kör                                    | 1. kör                           | 2. kör            | 3. kör            | Döntő             | Döntő   | Helyezés |
| Versenyző                                                           | Versenyszám       | Ellenfél Eredmény | Hely.     | Ellenfél Eredmény | Hely.     | Ellenfél Eredmény | Hely.     | Ellenfél Eredmény                | Ellenfél Eredmény                         | Ellenfél Eredmény                | Ellenfél Eredmény | Ellenfél Eredmény | Ellenfél Eredmény | Hely.   | Helyezés |
| ------------------------------------------------------------------- | ----------------- | --- | --------- | --- | --------- | --- | --------- | -------------------------------- | ----------------------------------------- | -------------------------------- | ----------------- | ----------------- | ----------------- | ------- | -------- |
| Ed Ballinger                                                        | Tőr, egyéni       | H. csoport · Matthias Behr (FRG) · 5-3 · Ahmed Akbari (IRI) · 5-4 · Omar Vergara (ARG) · 5-3 · Kavacu Maszanori (JPN) · 3-5 · Jaroslav Jurka (TCH) · 4-5             | 4.        | D. csoport · Klaus Haertter (GDR) · 1-5 · Klaus Reichert (FRG) · 5-4 · Mihai Ţiu (ROU) · 5-4 · Eduardo Jhons (CUB) · 5-2 · Komatist József (HUN) · 4-5          | 3.        | A. csoport · Klaus Reichert (FRG) · 0-5 · Greg Benko (AUS) · 1-5 · Kuki Péter (ROU) · 5-2 · Marek Dąbrowski (POL) · 5-4 · František Koukal (TCH) · 3-5                            | 5.        | kiesett                          | kiesett                                   | kiesett                          | kiesett           | kiesett           | kiesett           | kiesett | 17.      |
| Ed Donofrio                                                         | Tőr, egyéni       | D. csoport · Vaszil Sztankovics (URS) · 1-5 · Harald Hein (FRG) · 5-4 · Fabio Dal Zotto (ITA) · 5-4 · Fernando Lúpiz (ARG) · 5-4 · Matthew Chan (HKG) · 5-1          | 3.        | C. csoport · Frédéric Pietruszka (FRA) · 1-5 · Fabio Dal Zotto (ITA) · 4-5 · Matthias Behr (FRG) · 5-3 · Somodi Lajos (HUN) · 5-4 · Toshio Jingo (JPN) · 5-1    | 4.        | D. csoport · Christian Noël (FRA) · 2-5 · Fabio Dal Zotto (ITA) · 2-5 · Vaszil Sztankovics (URS) · 4-5 · Lech Koziejowski (POL) · 5-3 · Rob Bruniges (GBR) · 4-5                  | 4.        | Fabio Dal Zotto (ITA) · 4-10     |                                           | Frédéric Pietruszka (FRA) · 5-10 | kiesett           | kiesett           | kiesett           | kiesett | 13.      |
| Marty Lang                                                          | Tőr, egyéni       | C. csoport · Vlagyimir Gyenyiszov (URS) · 1-5 · Marek Dąbrowski (POL) · 3-5 · Szató Norijuki (JPN) · 5-0 · José Samalot (PUR) · 5-4 · Kamuti Jenő (HUN) · 3-5        | 4.        | B. csoport · František Koukal (TCH) · 3-5 · Vlagyimir Gyenyiszov (URS) · 2-5 · Rob Bruniges (GBR) · 2-5 · Harald Hein (FRG) · 3-5 · Patrice Gaille (SUI) · 1-5  | 6.        | kiesett | kiesett   | kiesett                          | kiesett                                   | kiesett                          | kiesett           | kiesett           | kiesett           | kiesett | 35.      |
| Edward Bozek                                                        | Párbajtőr, egyéni | F. csoport · Aleksandr Bykov (URS) · 1-5 · Göran Flodström (SWE) · 2-5 · Christian Kauter (SUI) · 5-2 · Juan Inostroza (CHI) · 5-3                                   | 4.        | kiesett | kiesett   | kiesett | kiesett   | kiesett                          | kiesett                                   | kiesett                          | kiesett           | kiesett           | kiesett           | kiesett | 41.      |
| Brooke Makler                                                       | Párbajtőr, egyéni | K. csoport · Kulcsár Győző (HUN) · 3-5 · Philippe Boisse (FRA) · 4-5 · Peter Zobl-Wessely (AUT) · 3-5 · Taweewat Horrapun (THA) · 5-1 · Denis Cunningham (HKG) · 5-0 | 4.        | kiesett | kiesett   | kiesett | kiesett   | kiesett                          | kiesett                                   | kiesett                          | kiesett           | kiesett           | kiesett           | kiesett | 44.      |
| George Masin                                                        | Párbajtőr, egyéni | H. csoport · Edward Bourne (GBR) · 3-5 · Nils Koppang (NOR) · 5-3 · Sneh Chousurin (THA) · 3-5 · Marcello Bertinetti (ITA) · 1-5 · Sarkis Assatourian (IRI) · 5-2    | 4.        | kiesett | kiesett   | kiesett | kiesett   | kiesett                          | kiesett                                   | kiesett                          | kiesett           | kiesett           | kiesett           | kiesett | 46.      |
| Paul Apostol                                                        | Kard, egyéni      | B. csoport · Anani Mihajlov (BUL) · 4-5 · Jacek Bierkowski (POL) · 4-5 · John Deanfield (GBR) · 5-4 · Ahmed Eskandarpour (IRI) · 5-3                                 | 3.        | A. csoport · Francisco de la Torre (CUB) · 1-5 · Ioan Pop (ROU) · 2-5 · Anani Mihajlov (BUL) · 4-5 · Richard Cohen (GBR) · 5-3 · Taweewat Horrapun (THA) · 5-1  | 4.        | C. csoport · Viktor Krovopuszkov (URS) · 3-5 · Michele Maffei (ITA) · 3-5 · Jacek Bierkowski (POL) · 4-5 · Kovács Tamás (HUN) · 5-2 · Cornel Marin (ROU) · 5-3                    | 4.        | Viktor Krovopuszkov (URS) · 4-10 |                                           | Dan Irimiciuc (ROU) · 6-10       | kiesett           | kiesett           | kiesett           | kiesett | 13.      |
| Stephen Kaplan                                                      | Kard, egyéni      | F. csoport · Michele Maffei (ITA) · 3-5 · Manuel Ortíz (CUB) · 3-5 · Ismail Alamdari (IRI) · 5-2 · Hans Brandstätter (AUT) · 5-3                                     | 3.        | B. csoport · Angelo Arcidiacono (ITA) · 3-5 · Vlagyimir Nazlimov (URS) · 2-5 · Kovács Tamás (HUN) · 3-5 · Patrick Quivrin (FRA) · 3-5 · Eli Sukunda (CAN) · 5-4 | 5.        | kiesett | kiesett   | kiesett                          | kiesett                                   | kiesett                          | kiesett           | kiesett           | kiesett           | kiesett | 28.      |
| Peter Westbrook                                                     | Kard, egyéni      | C. csoport · Ioan Pop (ROU) · 2-5 · Marót Péter (HUN) · 5-4 · Peter Mather (GBR) · 5-1 · Juan Gavajda (ARG) · 5-2                                                    | 2.        | D. csoport · Viktor Szigyak (URS) · 2-5 · Cornel Marin (ROU) · 5-2 · Marcelo Méndez (ARG) · 5-1 · Ismail Alamdari (IRI) · 5-1 · Leszek Jabłonowski (POL) · 4-5  | 2.        | D. csoport · Vlagyimir Nazlimov (URS) · 2-5 · Mario Aldo Montano (ITA) · 0-5 · Francisco de la Torre (CUB) · 1-5 · Miroszlav Dudekov (BUL) · 5-3 · Leszek Jabłonowski (POL) · 5-4 | 4.        | Vlagyimir Nazlimov (URS) · 4-10  |                                           | Jacek Bierkowski (POL) · 8-10    | kiesett           | kiesett           | kiesett           | kiesett | 13.      |
| Ed Ballinger Ed Donofrio Marty Lang Brooke Makler Ed Wright         | Tőr, csapat       | D. csoport · Irán (IRI) · 12-4 · Hongkong (HKG) · 15-1 · Lengyelország (POL) · 2-9                                                                                   | 2.        | |           | |           | Olaszország (ITA) · 3-9          | 5–6. helyért · Nagy-Britannia (GBR) · 7-8 |                                  |                   |                   | kiesett           | kiesett | 7.       |
| Edward Bozek Brooke Makler George Masin Paul Pesthy                 | Párbajtőr, csapat | E. csoport · Románia (ROU) · 5-10 · Szovjetunió (URS) · 4-12 · Thaiföld (THA) · 9-4                                                                                  | 3.        | kiesett | kiesett   | |           | kiesett                          | kiesett                                   |                                  |                   |                   | kiesett           | kiesett | 11.      |
| Paul Apostol Stephen Kaplan Tom Losonczy Alex Orban Peter Westbrook | Kard, csapat      | B. csoport · Kanada (CAN) · 9-7 · Olaszország (ITA) · 3-9 | 2.        | |           | |           | Szovjetunió (URS) · 1-9          | 5–6. helyért · Lengyelország (POL) · 3-9  |                                  |                   |                   | kiesett           | kiesett | 7.       |

Női
| Versenyző                                                               | Versenyszám | Selejtező | Selejtező | Selejtező         | Selejtező | Selejtező         | Selejtező | Főtábla           | Főtábla           | Vigaszág          | Vigaszág          | Vigaszág          | Döntő csoport     | Döntő csoport | Helyezés |
| Versenyző                                                               | Versenyszám | 1. kör | 1. kör    | 2. kör            | 2. kör    | 3. kör            | 3. kör    | 1. kör            | 2. kör            | 1. kör            | 2. kör            | 3. kör            | Döntő csoport     | Döntő csoport | Helyezés |
| Versenyző                                                               | Versenyszám | Ellenfél Eredmény | Hely.     | Ellenfél Eredmény | Hely.     | Ellenfél Eredmény | Hely.     | Ellenfél Eredmény | Ellenfél Eredmény | Ellenfél Eredmény | Ellenfél Eredmény | Ellenfél Eredmény | Ellenfél Eredmény | Hely.         | Helyezés |
| ----------------------------------------------------------------------- | ----------- | --- | --------- | ----------------- | --------- | ----------------- | --------- | ----------------- | ----------------- | ----------------- | ----------------- | ----------------- | ----------------- | ------------- | -------- |
| Sheila Armstrong                                                        | Tőr, egyéni | G. csoport · Brigitte Gapais-Dumont (FRA) · 1-5 · Oka Hideko (JPN) · 3-5 · Rejtő Ildikó (HUN) · 4-5 · Carola Mangiarotti (ITA) · 5-4 · Gitty Moheban (IRI) · 4-5          | 5.        | kiesett           | kiesett   | kiesett           | kiesett   | kiesett           | kiesett           | kiesett           | kiesett           | kiesett           | kiesett           | kiesett       | 41.      |
| Nikki Franke                                                            | Tőr, egyéni | H. csoport · Cornelia Hanisch (FRG) · 1-5 · Clare Henley-Halsted (GBR) · 2-5 · Maria Consolata Collino (ITA) · 1-5 · Nili Drori (ISR) · 5-2 · Mahvash Shafaie (IRI) · 5-4 | 5.        | kiesett           | kiesett   | kiesett           | kiesett   | kiesett           | kiesett           | kiesett           | kiesett           | kiesett           | kiesett           | kiesett       | 38.      |
| Ann O'Donnell                                                           | Tőr, egyéni | C. csoport · Jelena Belova (URS) · 0-5 · Wendy Ager-Grant (GBR) · 1-5 · Ana Derșidan-Ene-Pascu (ROU) · 4-5 · Bóbis Ildikó (HUN) · 2-5                                     | 5.        | kiesett           | kiesett   | kiesett           | kiesett   | kiesett           | kiesett           | kiesett           | kiesett           | kiesett           | kiesett           | kiesett       | 44.      |
| Sheila Armstrong Gay D'Asaro Nikki Franke Ann O'Donnell Denise O'Connor | Tőr, csapat | D. csoport · Nagy-Britannia (GBR) · 7-9 · Olaszország (ITA) · 2-14 · Irán (IRI) · 11-5                                                                                    | 3.        |                   |           |                   |           | kiesett           | kiesett           |                   |                   |                   | kiesett           | kiesett       | 9.       |